# Вулиця Кармелітська (Краків)
Вулиця Кармеліцька (пол. Ulica Karmelicka)- одна з найбільш представницьких вулиць Кракова з XIX століття, одна з вулиць Старого міста, головна вулиця старовинної дільниці Пясек, є продовженням вулиці Шевської і єднає її з площою Інвалідів. 
З часів середньовіччя дорога вела до Чарней Всі  і Лобзова, де розташовувався літній королівський палац. Проте нинішня забудова  вулиці походить в основному з XIX століття. У той час на ній мешкали, серед інших Амвросій Грабовський, Мацей Стенчинський (у будинку № 52). 
В останні роки модернізовано вуличне покриття, повстали сучасні магазини, бари та кафе. Вулиця відома особливо за рахунок численних магазинів RTV, великої кількості шкіл іноземних мов, 24-годинних продуктових магазинів і банків. 
На вулиці Кармелицької знаходиться Парк ім. Віслави Шимборської. Його збудували у 2021–2023 роках на місці, де раніше був паркінг. Відкритий 2 липня 2023 року до 100-річчя від дня народження поетки.

## Забудова
Будинок № 1 (кут вул. Кармелітська і вул. Юліана Дунаєвського) колись була кав'ярня Бісанза, потім орендована Болеславом Гурським . Перед приміщенням був виставлений характерний ряд ялин в горщиках, про який згадувалось в пародії на арію Йонтек з опери Галька Станіслава Монюшка, котру співали на сцені Зеленого Балоніка. Ця пародія стосувалася тодішніх суперечок молодопольських, які точилися серед клієнтів кав'ярні.
Будинок № 6, знаходиться театр Багатела.
Будинок № 12 - колишня ратуша юридики Гарбари. 
Будинок № 19 - костел Відвідини Пресвятої Діви Марії. 
Будинок № 23 мешкав польський художник і фотограф, популяризатор Татр і Закопаного Валері Еляш-Радзіковські, про що повідомляє меморіальна дошка. 
Будинок № 27 в 1938-39 і 1945-55 роках жив і працював Ксаверій Дуніковський, про що повідомляє меморіальна дошка. 
Будинок № 35 (на розі з вул. Баторій ) історичний житловий «Будинок під Павуком», спроектований Теодором Таловським. На верхній частині південно-західної стіни «будинку під Павуком» є сонячний годинник  .

## Комунікація
Трамвайні лінії
- 4 (Bronowice Małe - Wzgórza Krzesławickie)
- 8 (Bronowice Małe - Borek Fałęcki)
- 13 (Bronowice Małe - Nowy Bieżanów)
- 14 (Bronowice - Mistrzejowice)
- 24 (Bronowice - Kurdwanów)

Нічні трамвайні лінії
- 64 (Bronowice Nowe - Osiedle Piastów)

Нічні автобусні лінії
- 664 (Osiedle Bronowice Nowe - Osiedle Piastów)

## Галерея

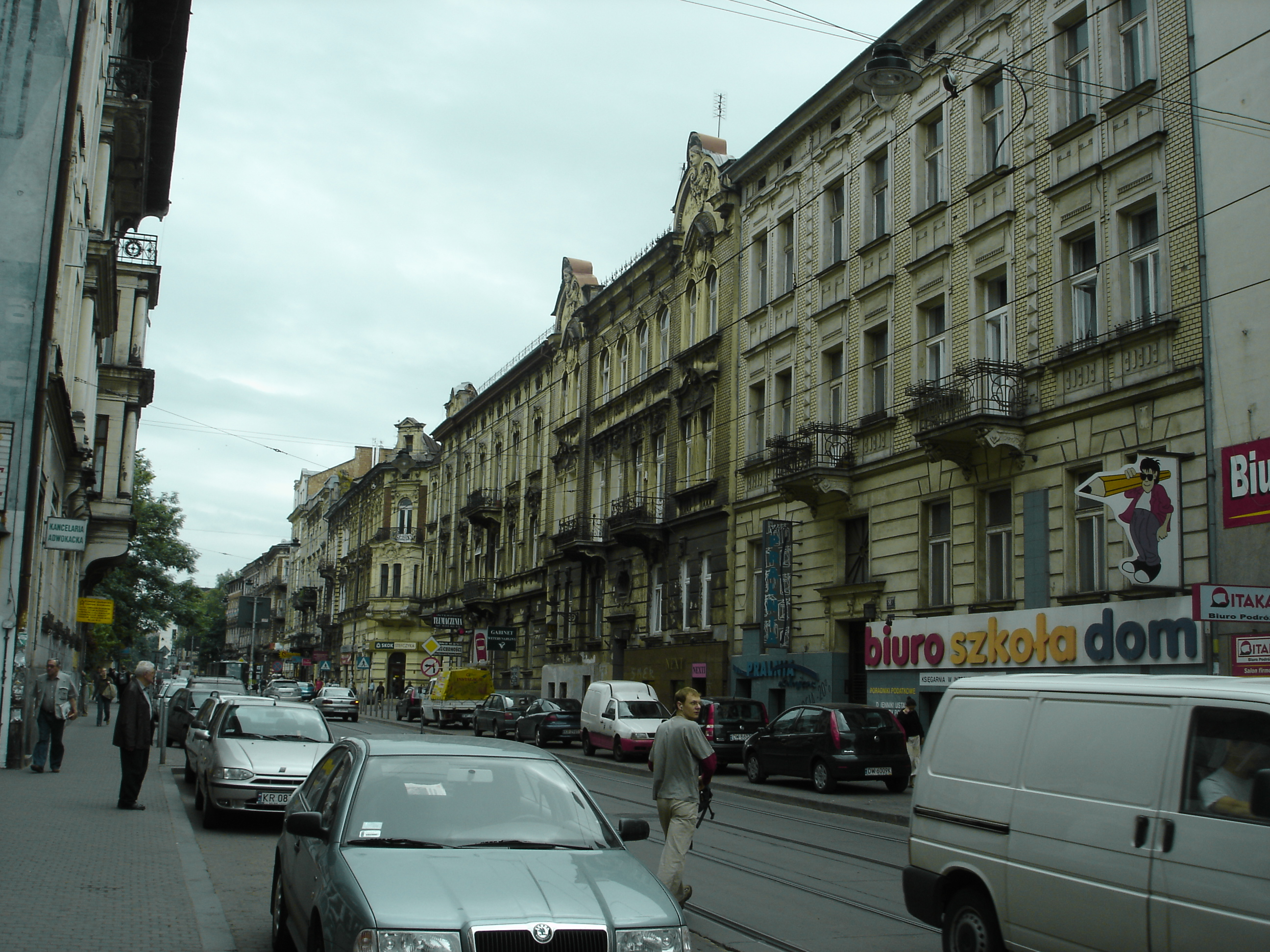
Історичні будинки
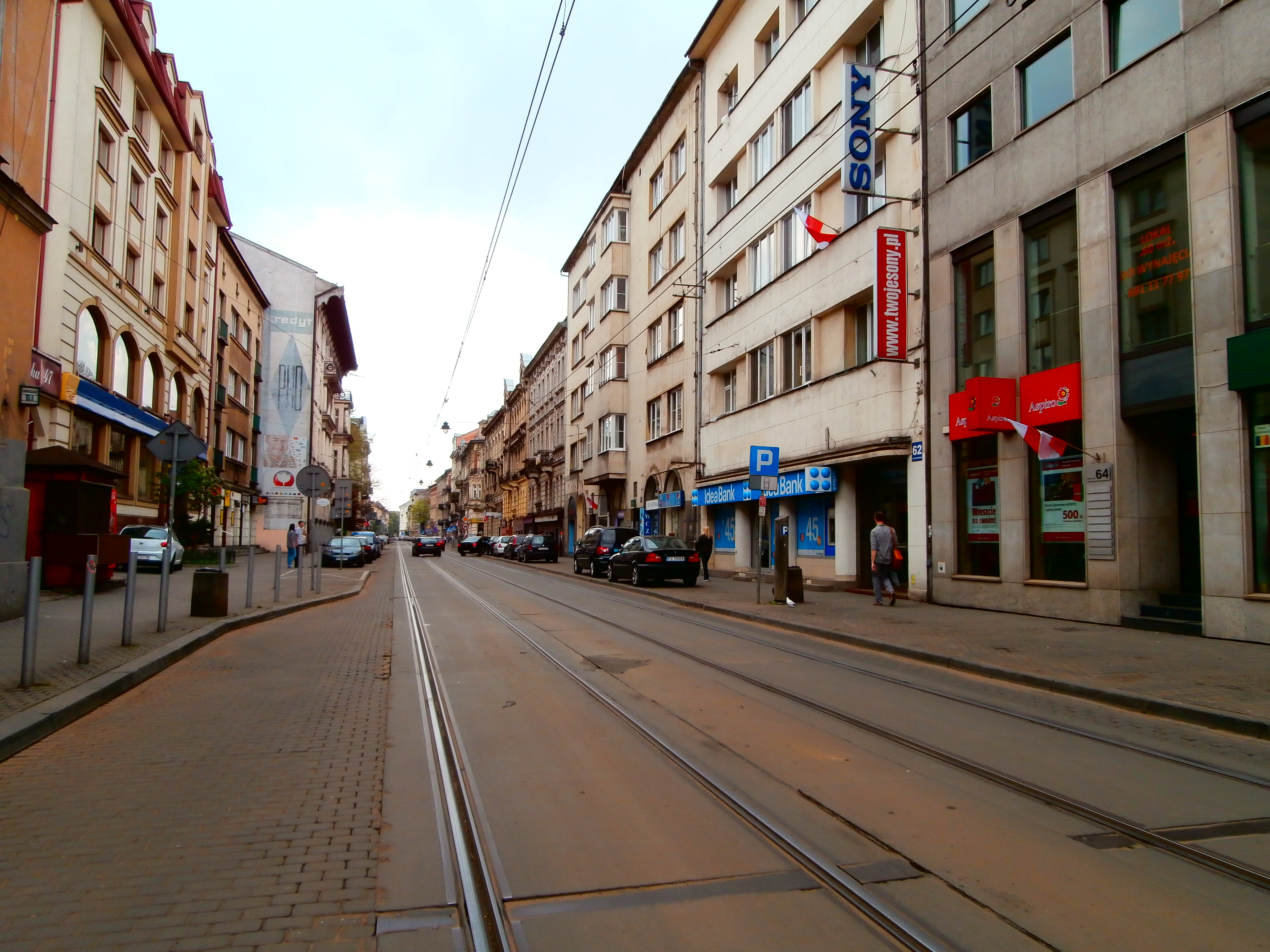
Вид на південь, у напрямку Плантів
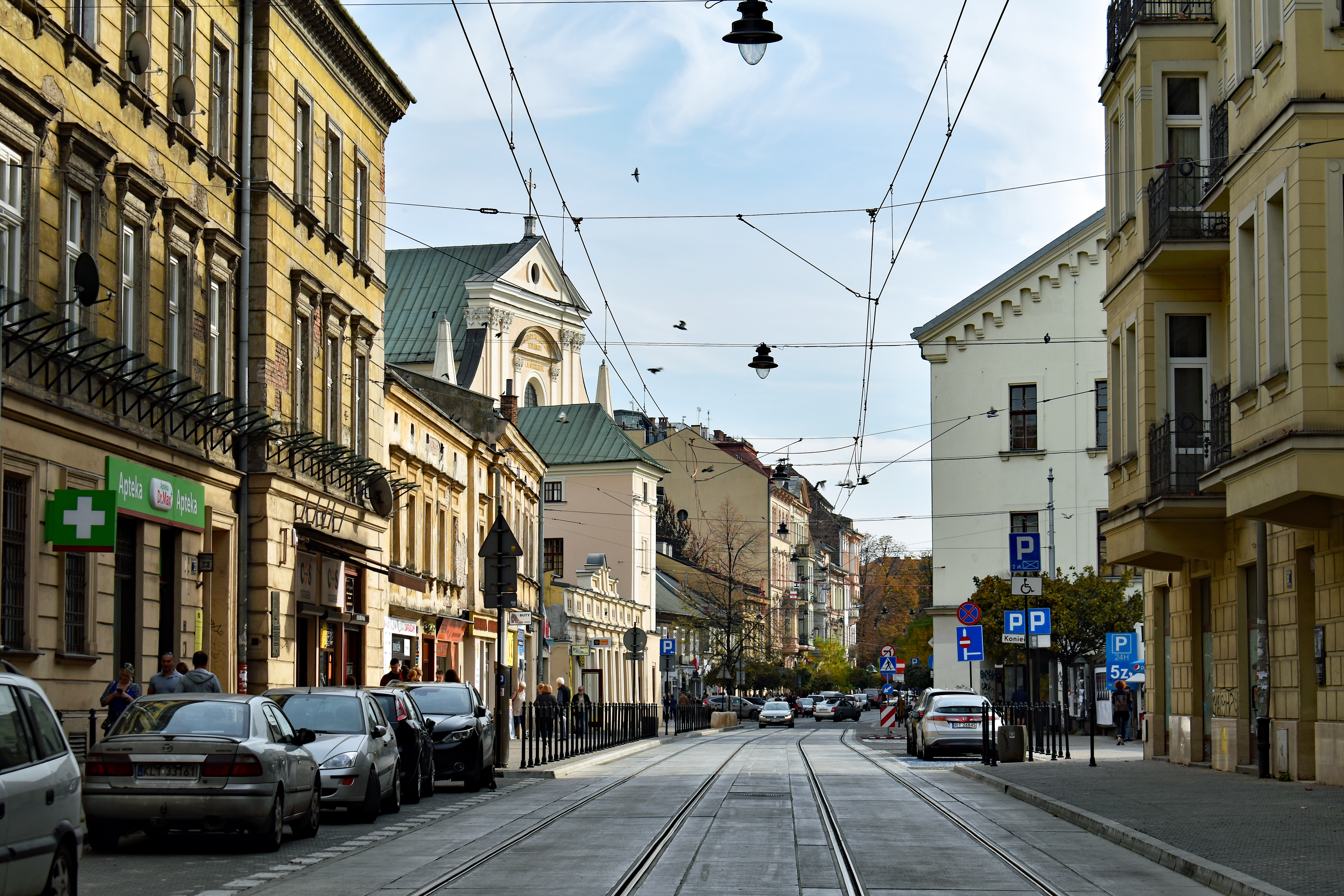
Widok ze skrzyżowania z ul. Batorego na południe.
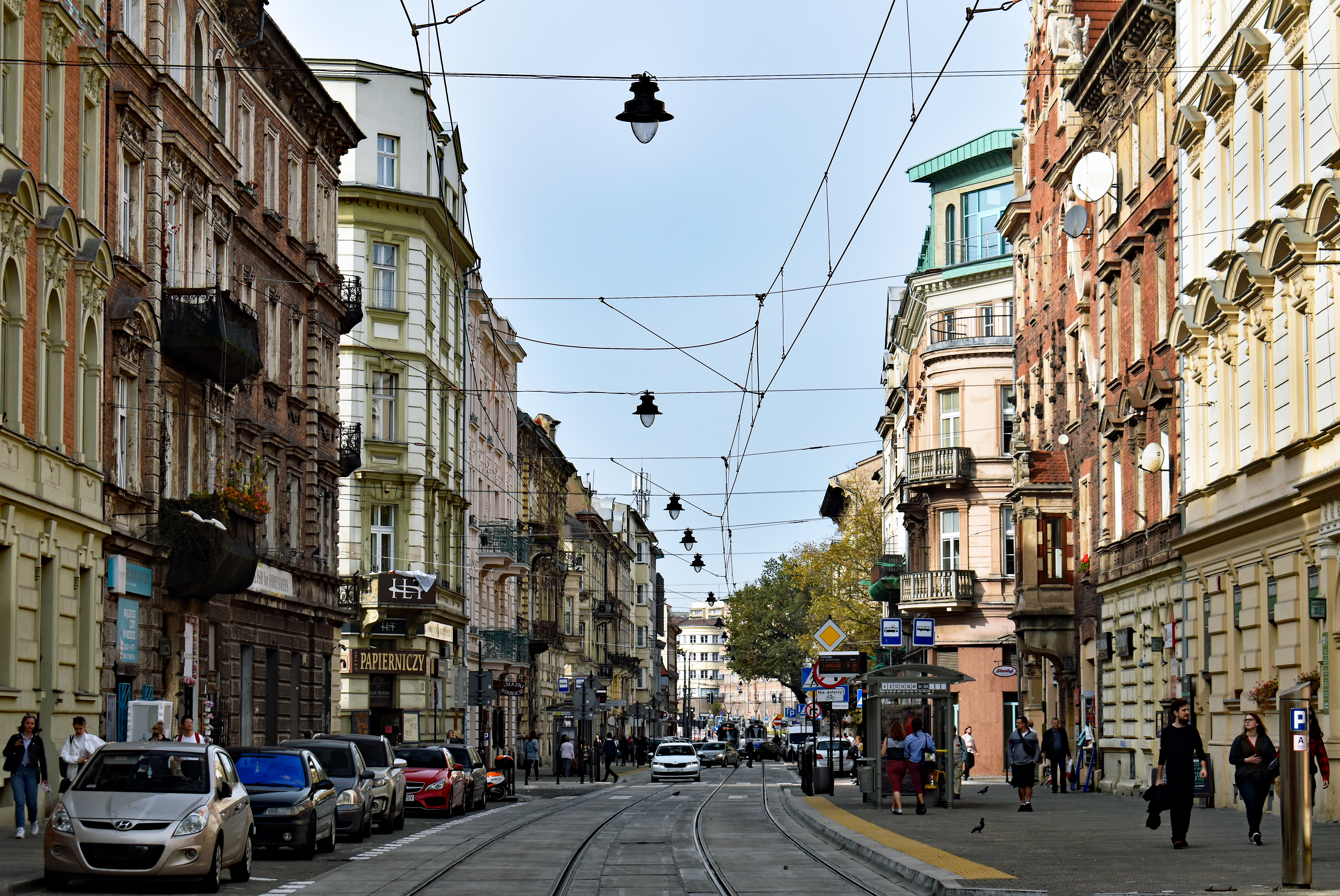
... і на північ
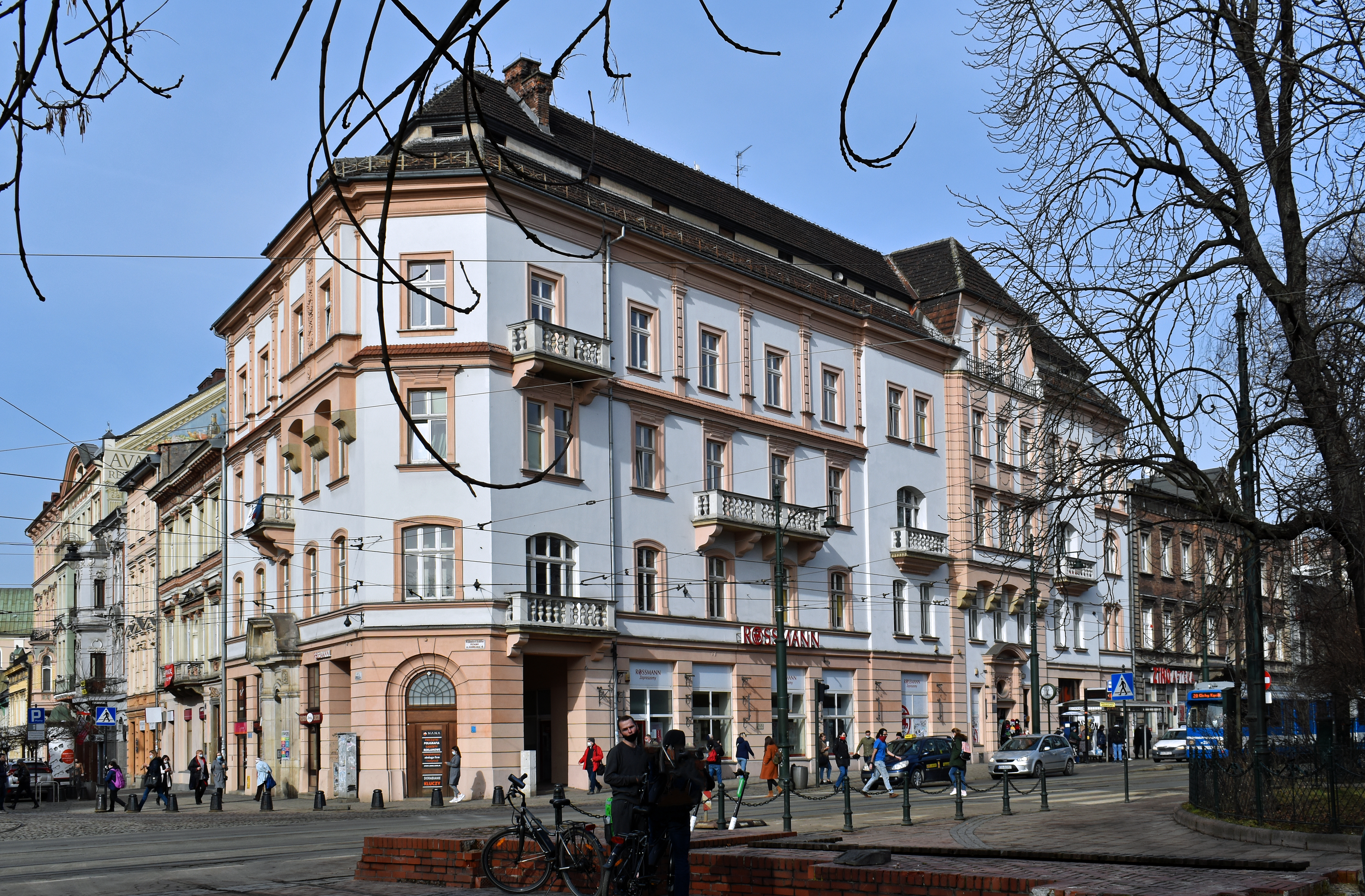
вул. Кармелітська 1 (ul. Dunajewskiego 1) Dom Antoniego Stręka (проєкт Kazimierz Wyczyński, 1907)
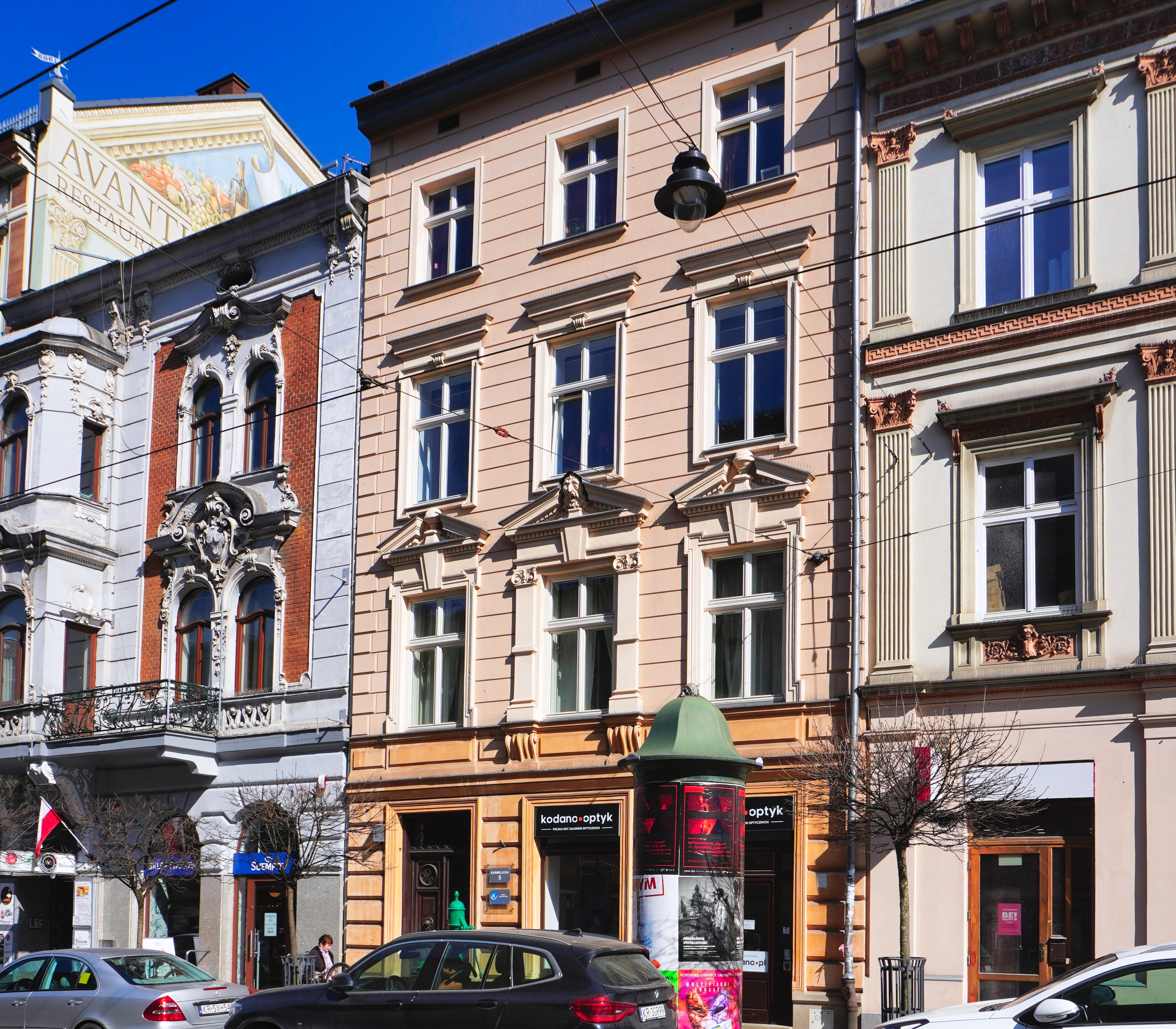
вул. Кармелітська 5 Кам'яниця (проєкт Karol Żychoń (?), 1884)
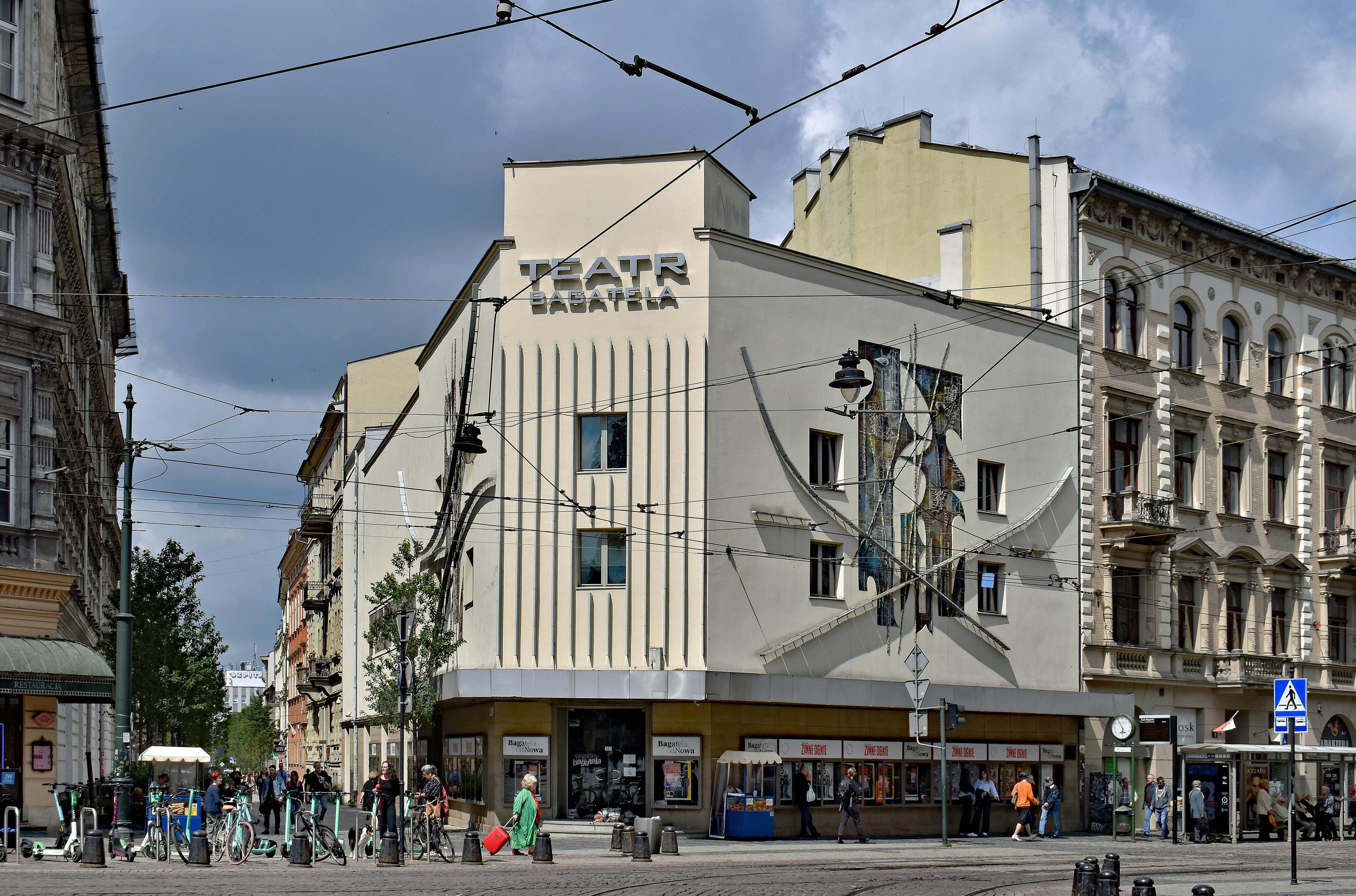
вул. Кармелітська 4 театр Багатела
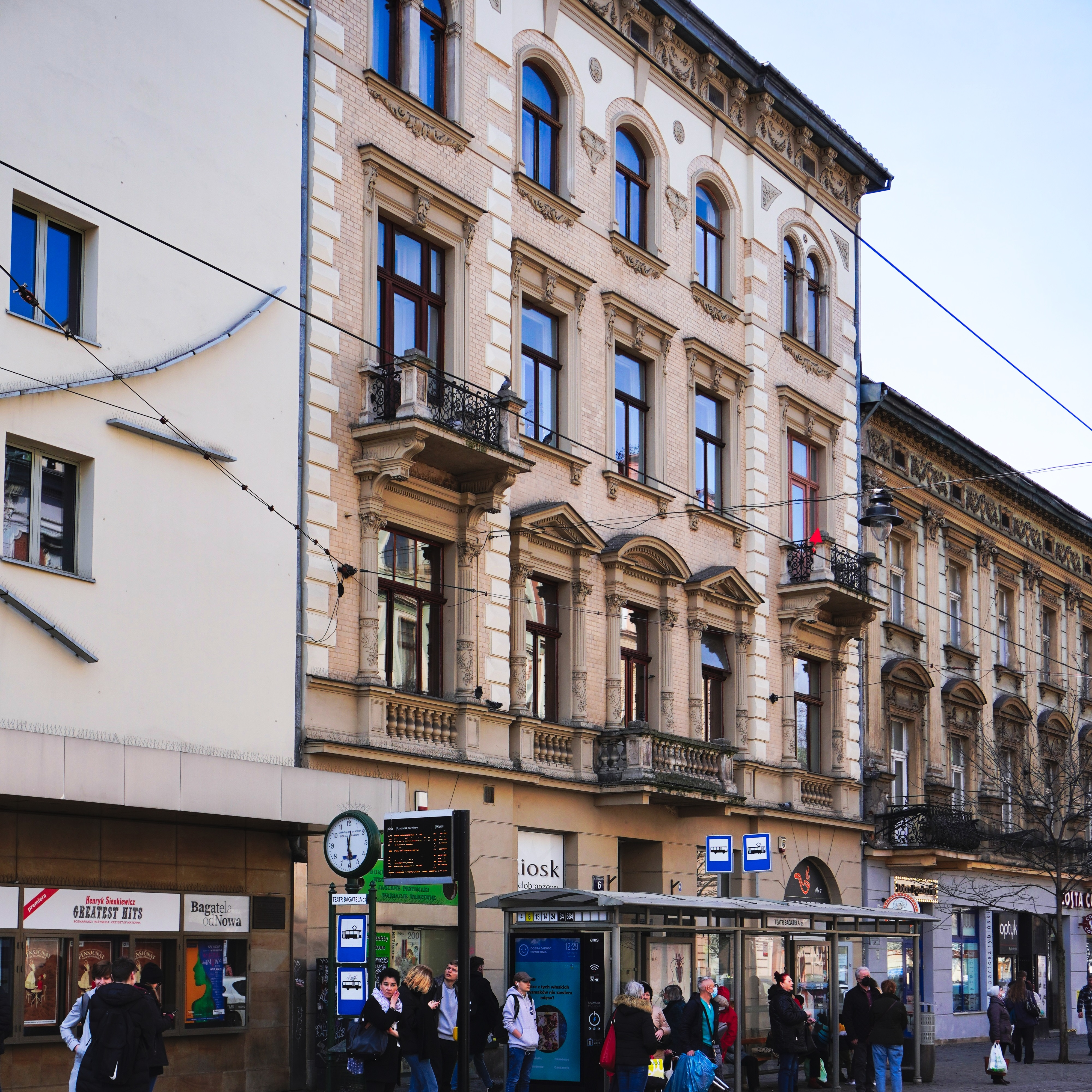
вул. Кармелітська 6 Кам'яниця (проєкт Aleksander Biborski, 1891)
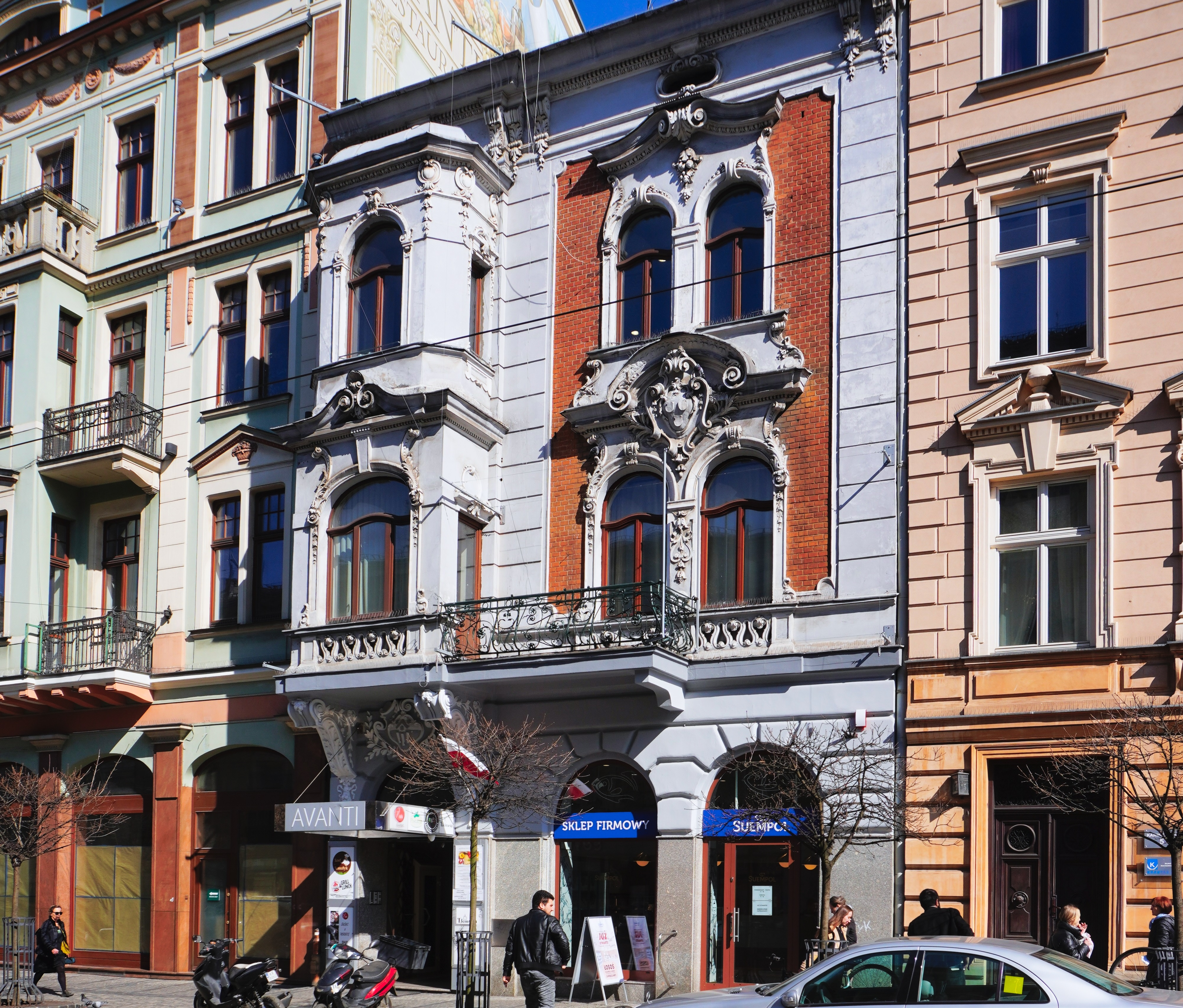
вул. Кармелітська 7 Кам'яниця (проєкт Karol Scharoch, 1902–1903)
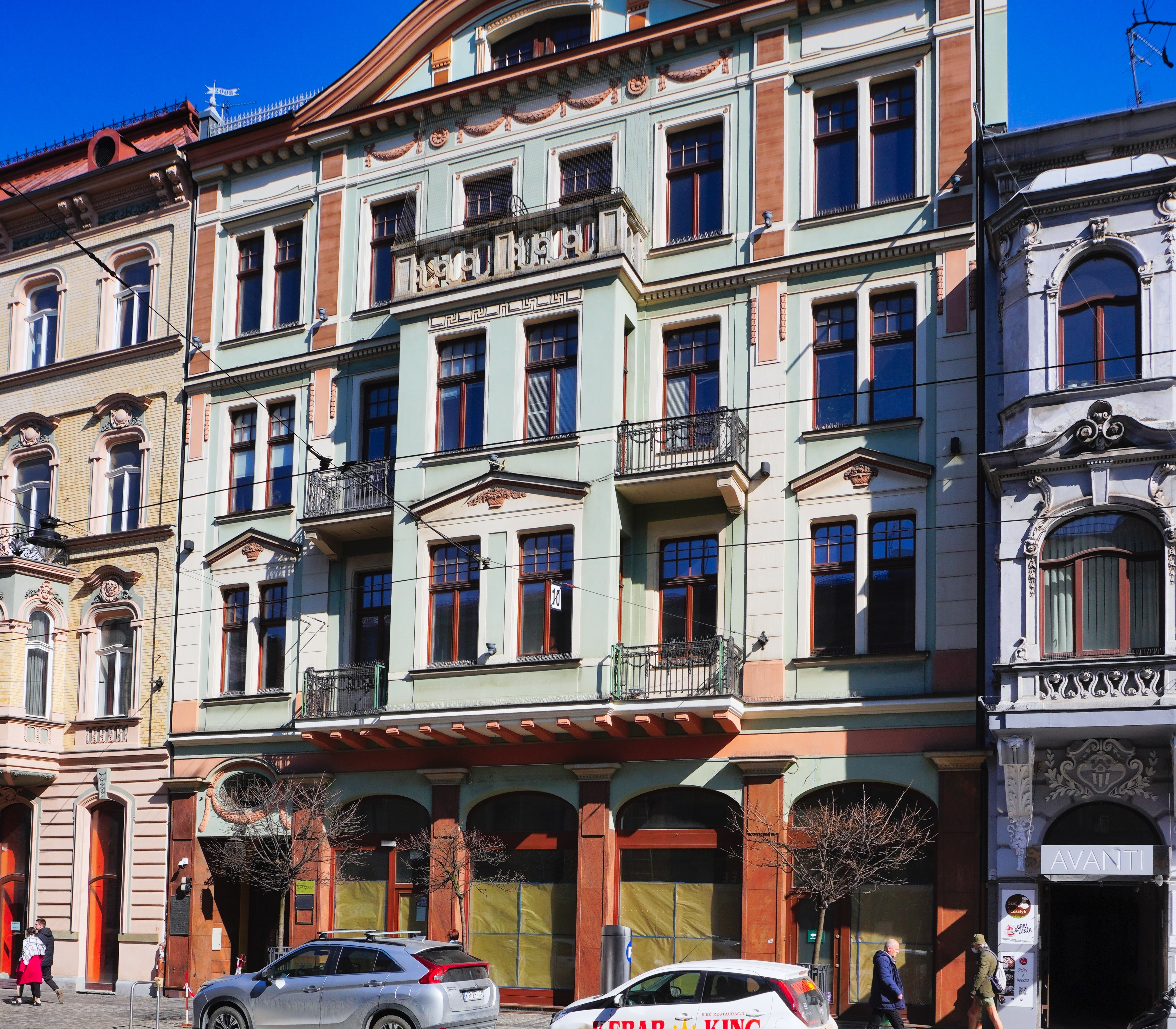
вул. Кармелітська 9 Kamienica (проєкт Józef Wilczyński, Alfred Kramarski, Jan Peroś, 1910)
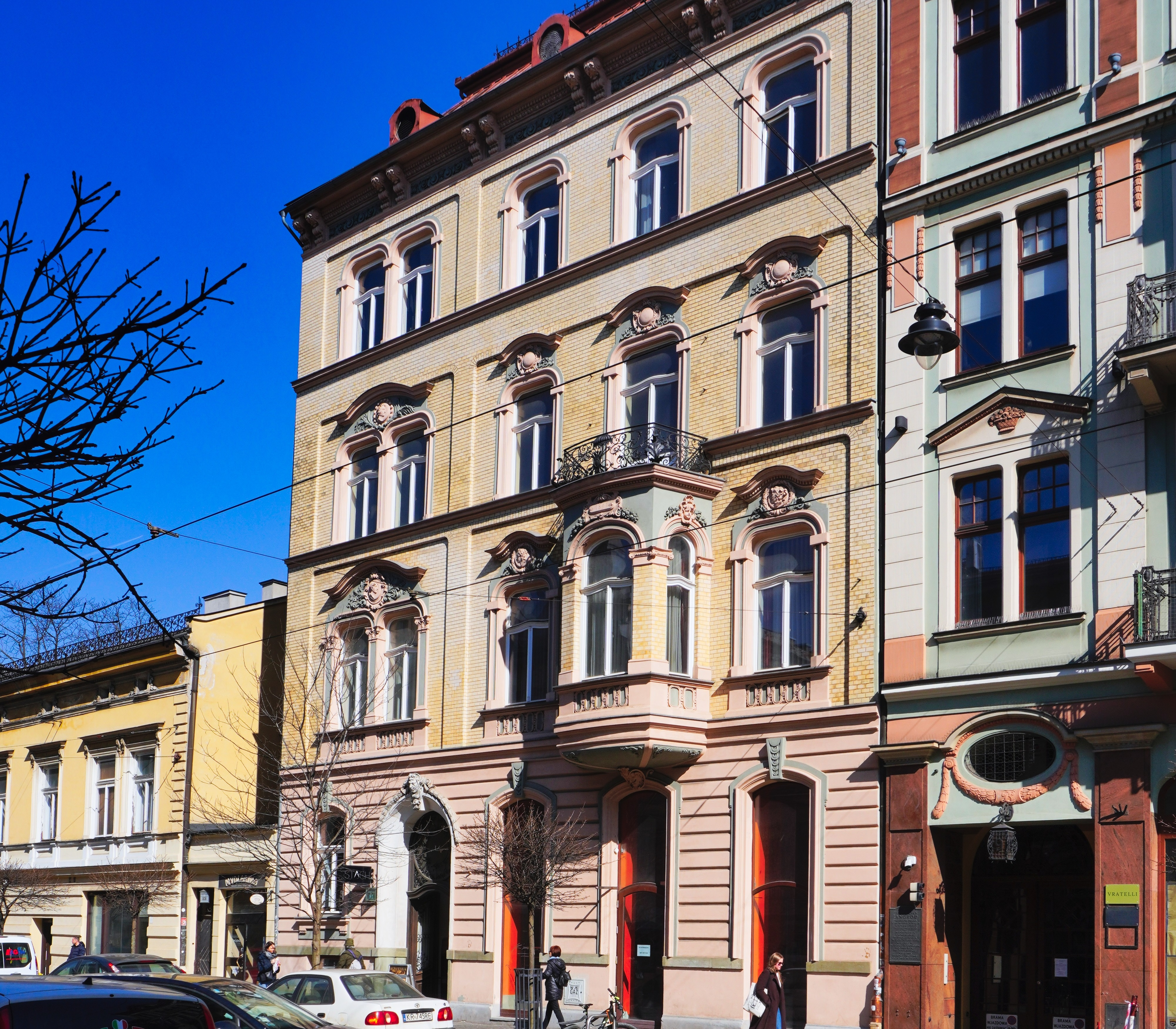
вул. Кармелітська 11 Кам'яниця (проєкт Zygmunt Luks, 1899)
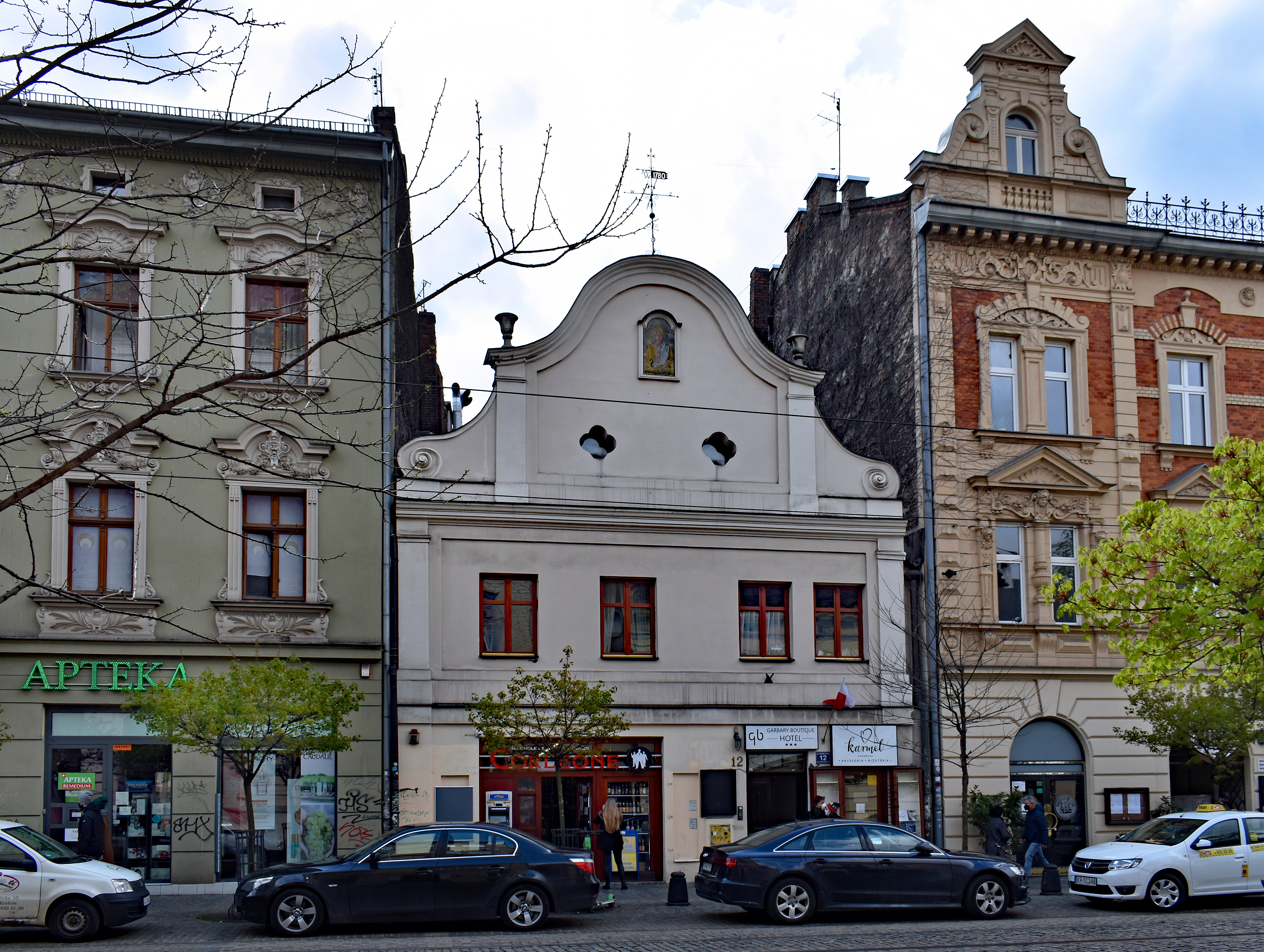
вул. Кармелітська 12 Ratusz jurydyki Garbary (1780)
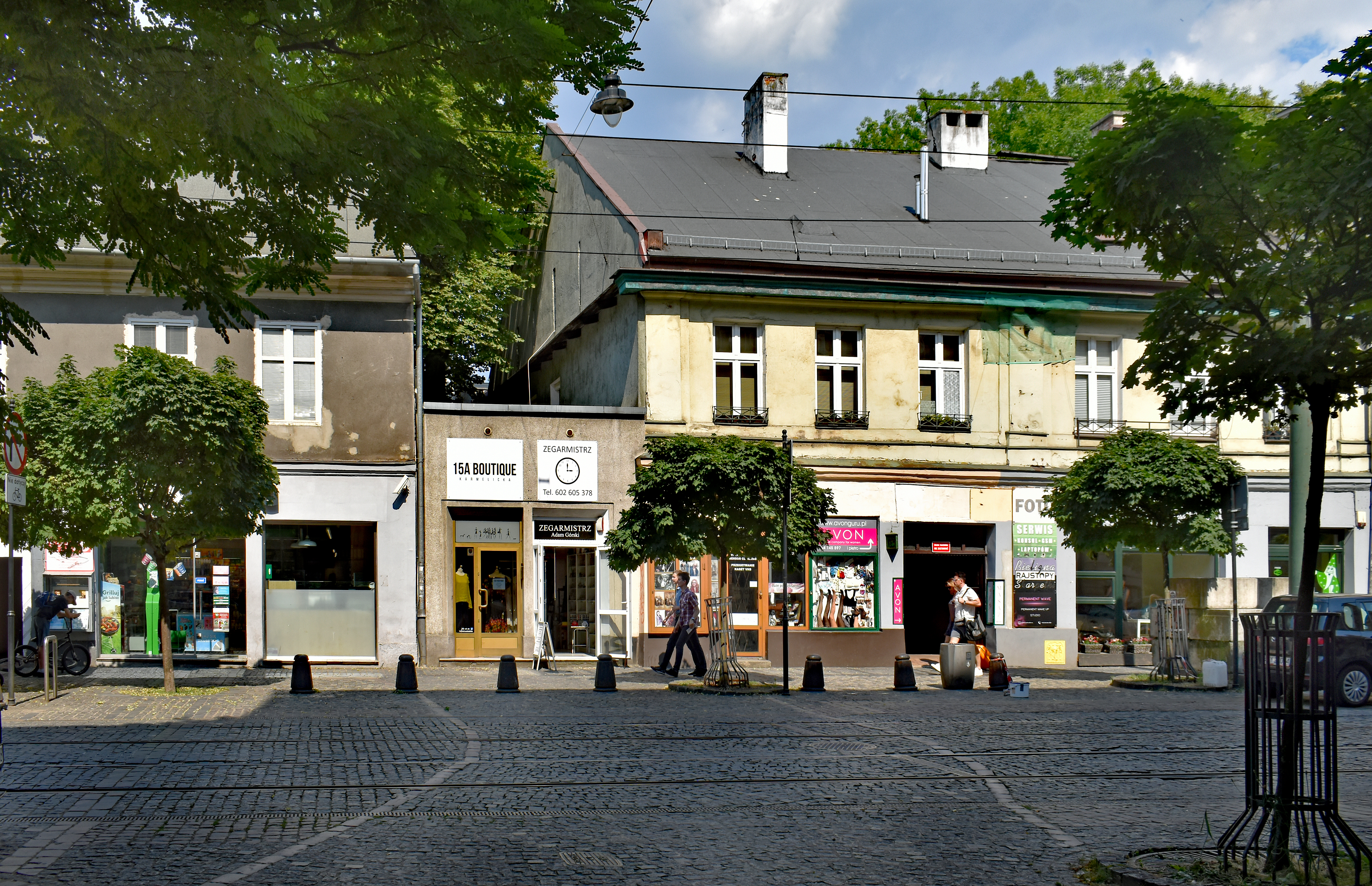
вул. Кармелітська 15 Dom Ambrożego Grabowskiego (po prawej), jaśniejszą kostką zaznaczono, zasypane obecnie koryto rudawskiej Młynówki
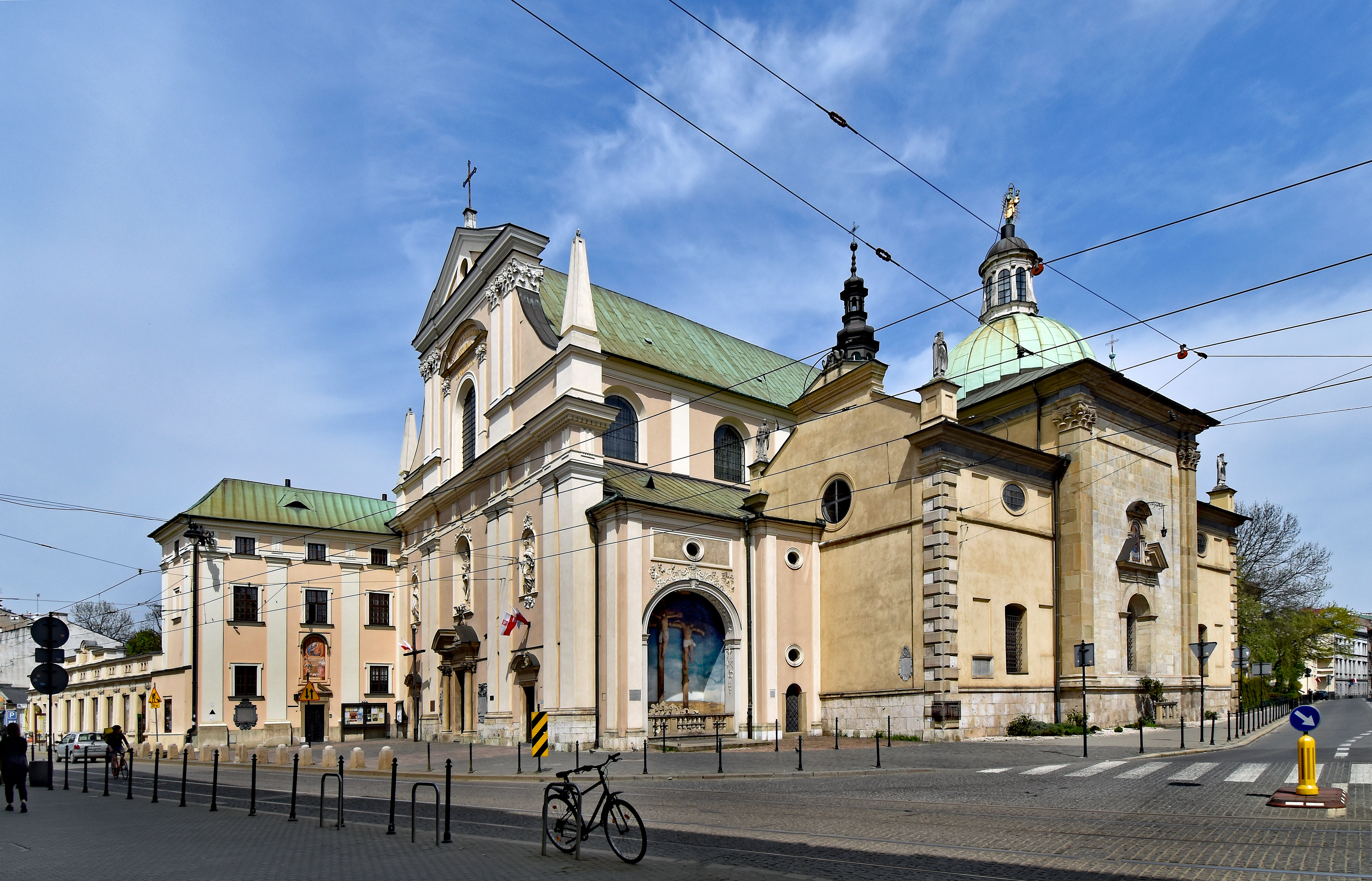
вул. Кармелітська 19 Kościół Nawiedzenia NMP i klasztor karmelitów od których ulica wzięła nazwę
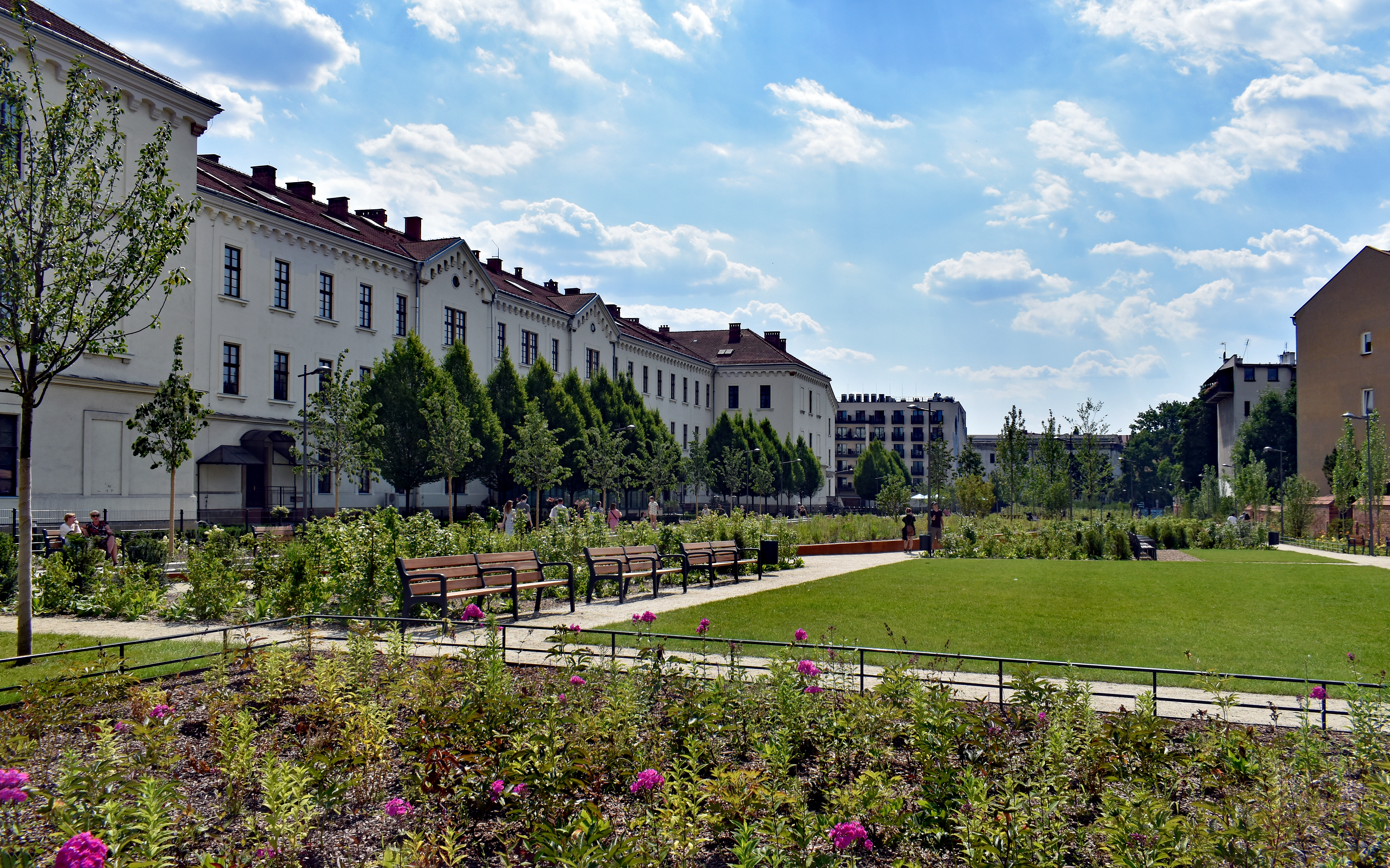
вул. Кармелітська pomiędzy 22 a 28 Park im. Wisławy Szymborskiej
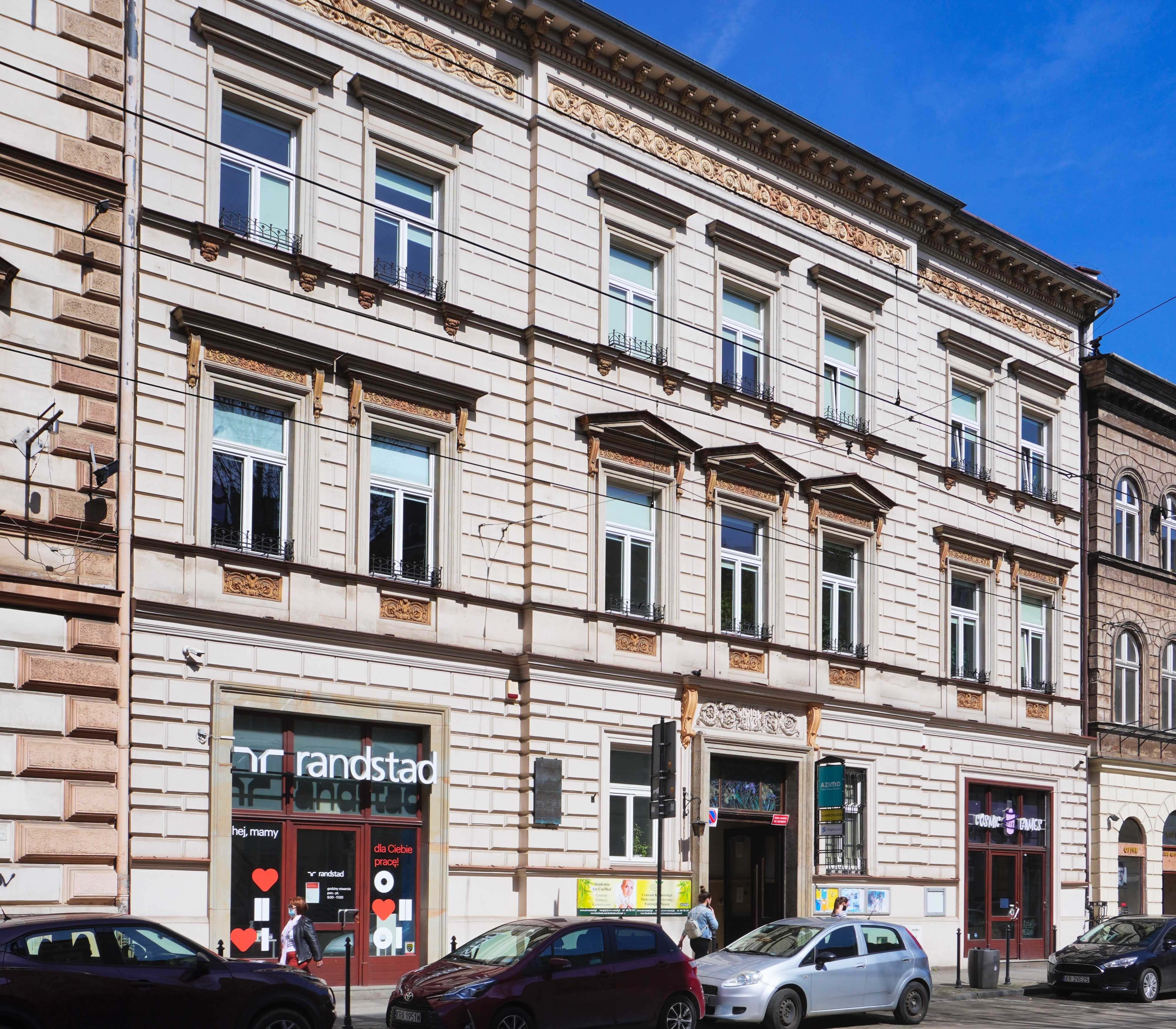
вул. Кармелітська 27 Кам'яниця (проєкт Filip Pokutyński, ok. 1875)
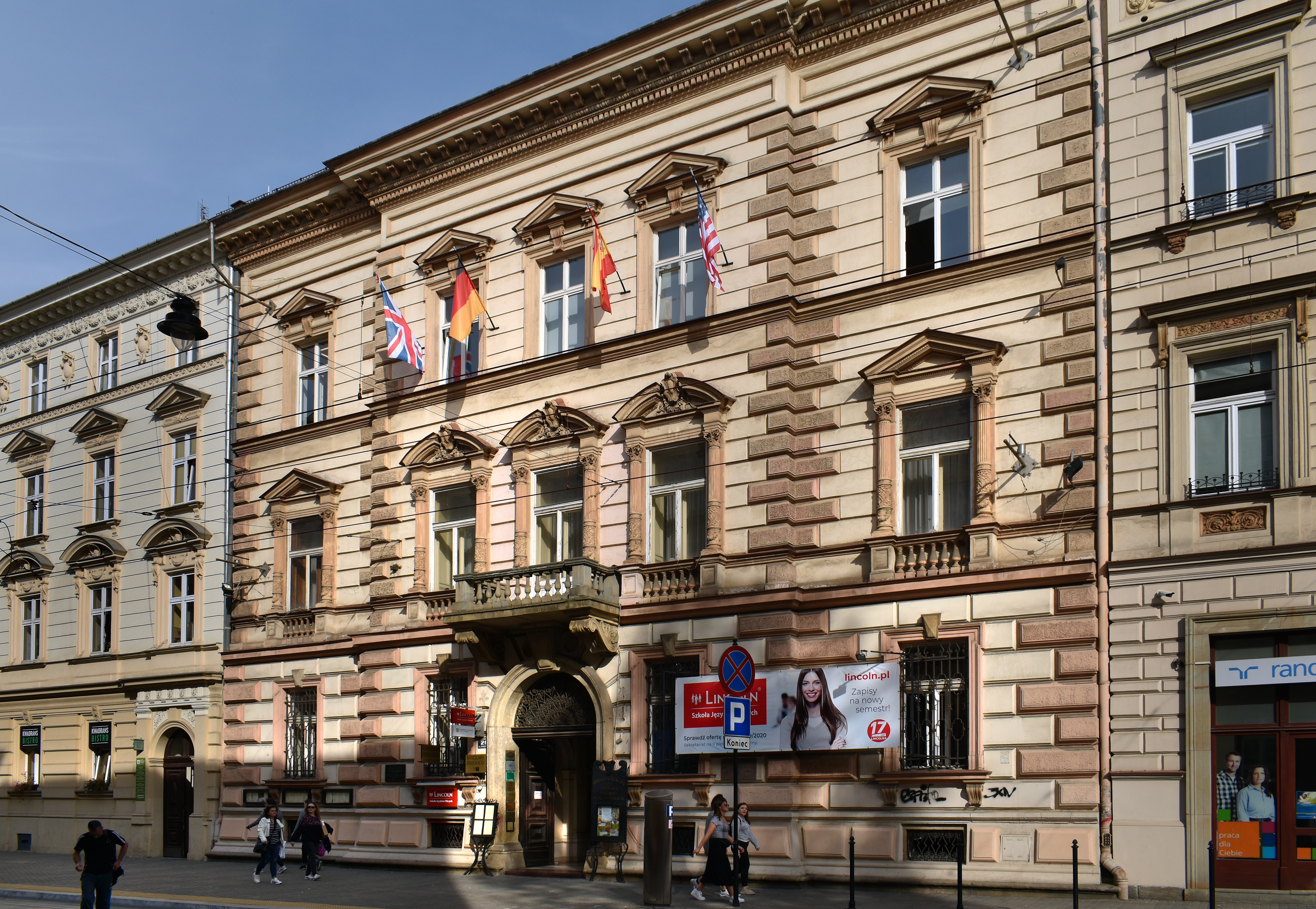
вул. Кармелітська 29 Pałac Pokutyńskich (проєкт Filip Pokutyński, 1875)
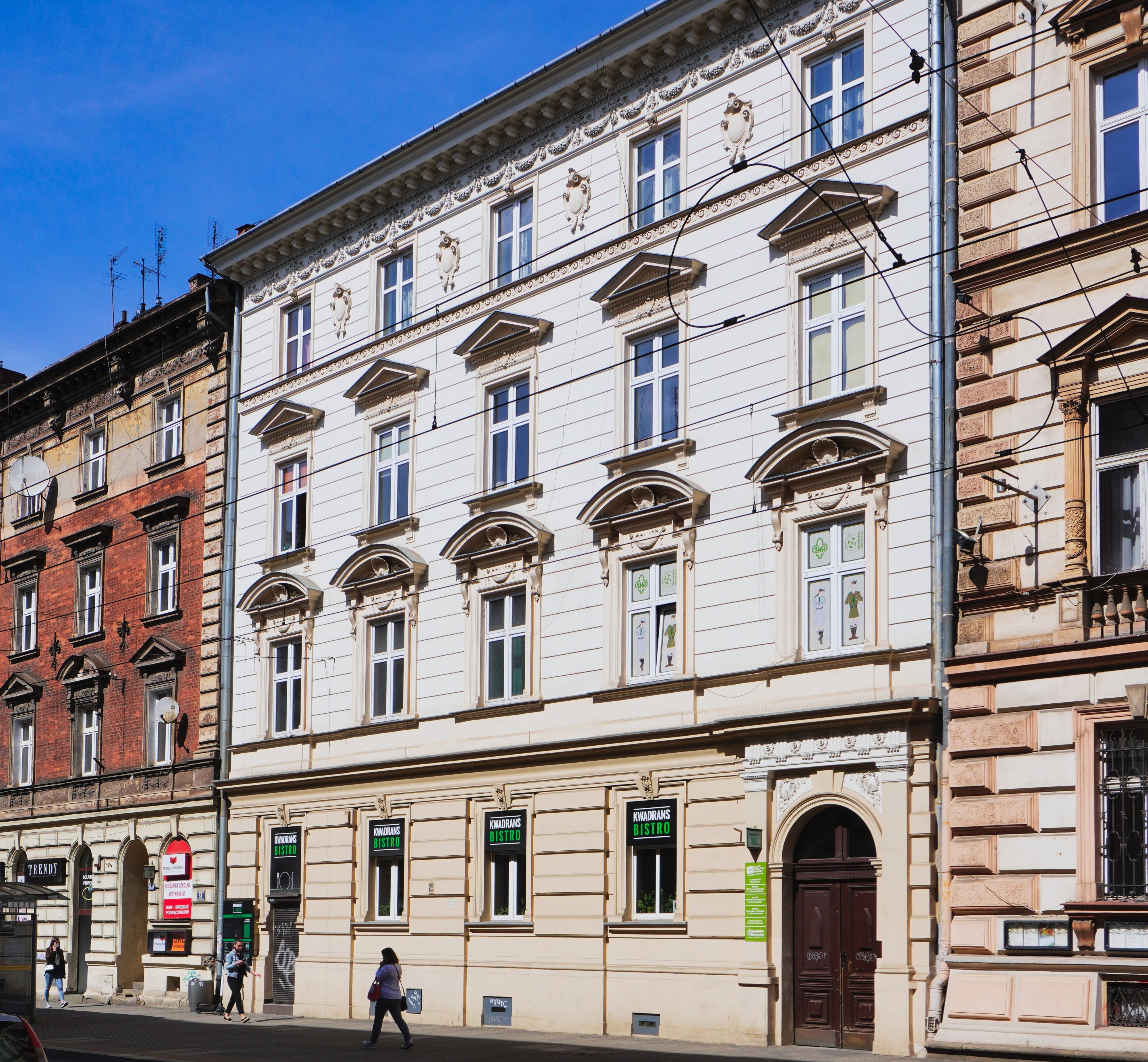
вул. Кармелітська 31 Кам'яниця (проєкт Teodor Talowski, 1885)
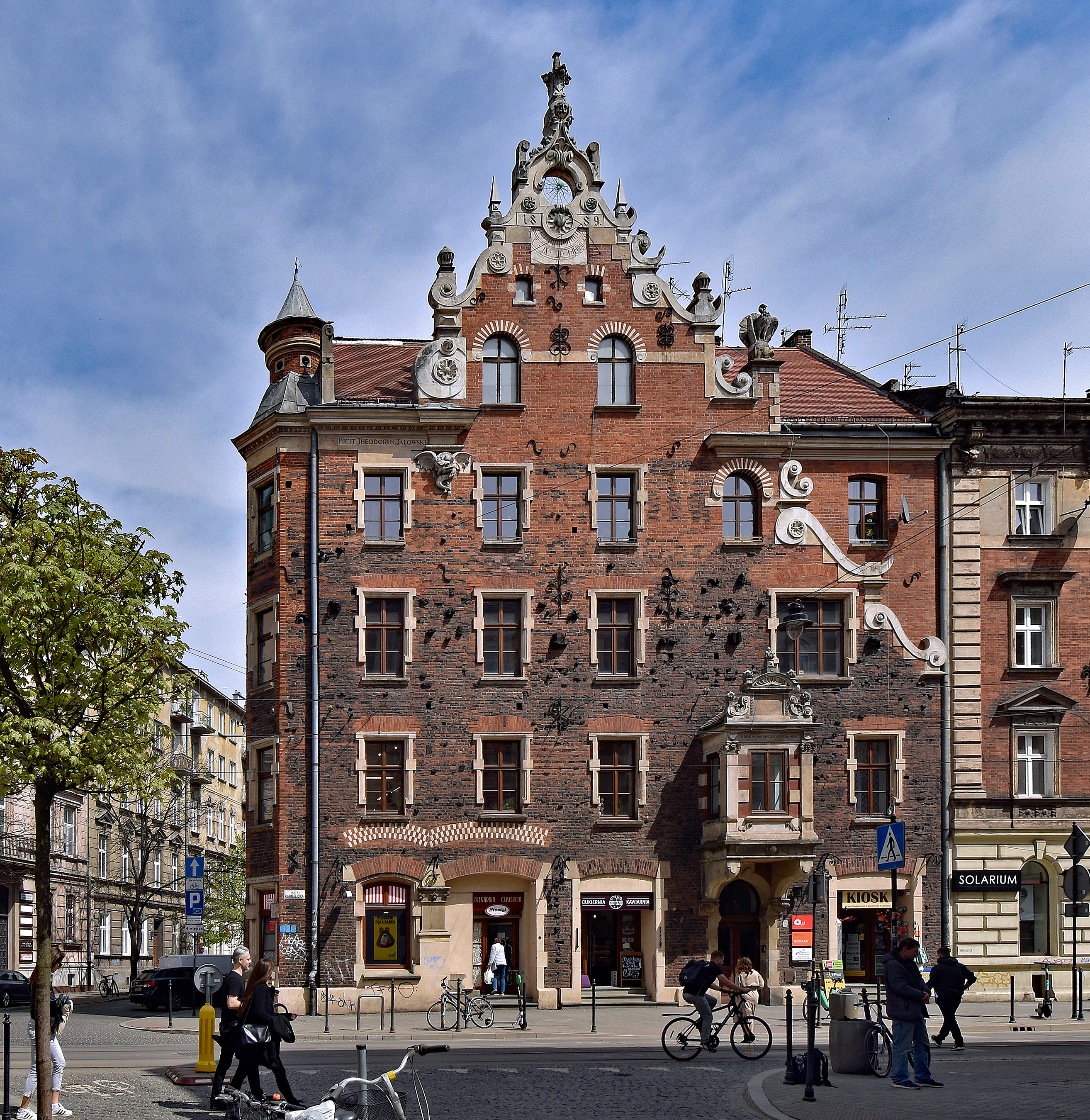
вул. Кармелітська 35 Кам'яниця Pod Pająkiem (проєкт Teodor Talowski, 1889)
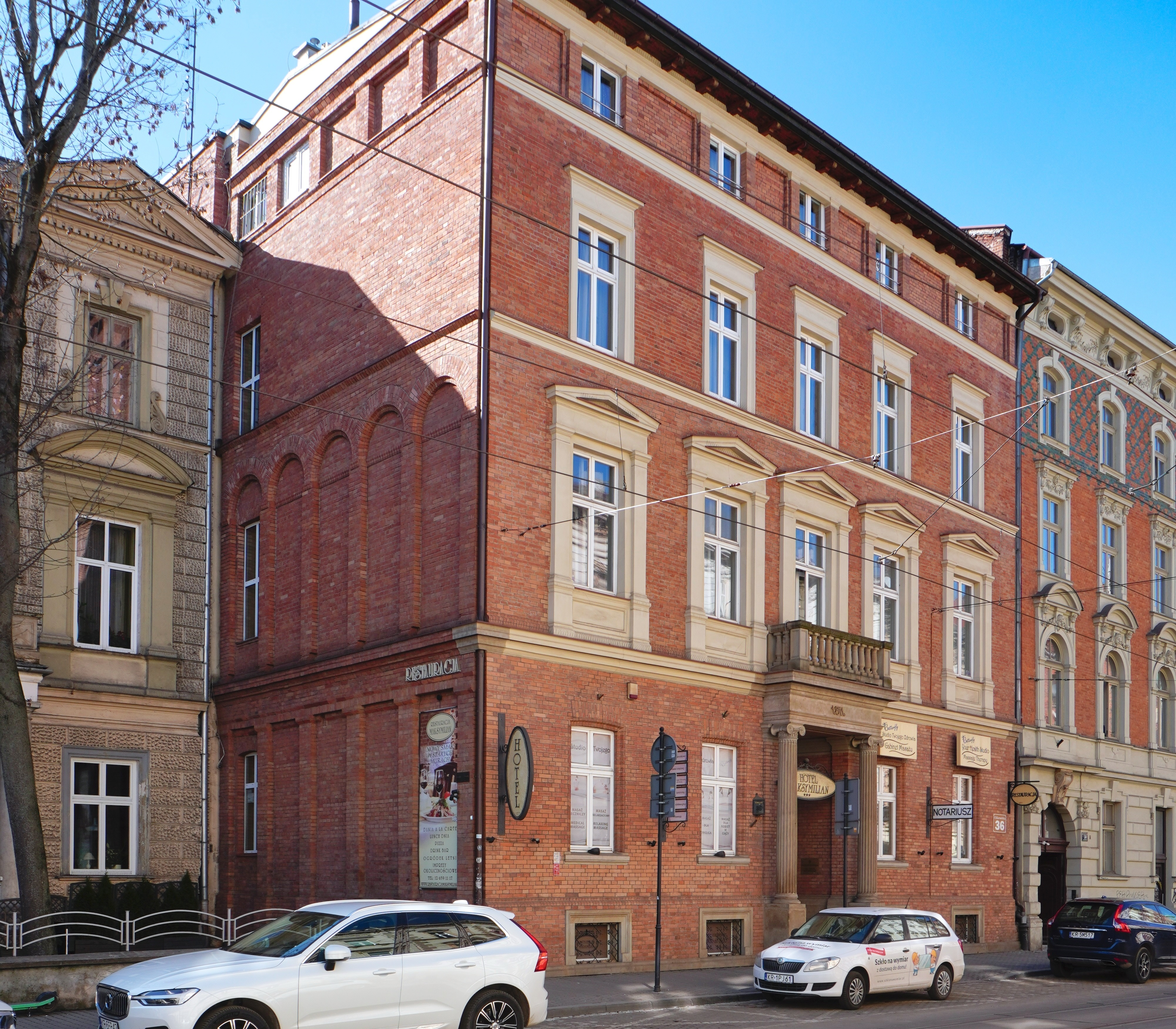
вул. Кармелітська 36 Кам'яниця (проєкт Maksymilian Nitsch, 1871)
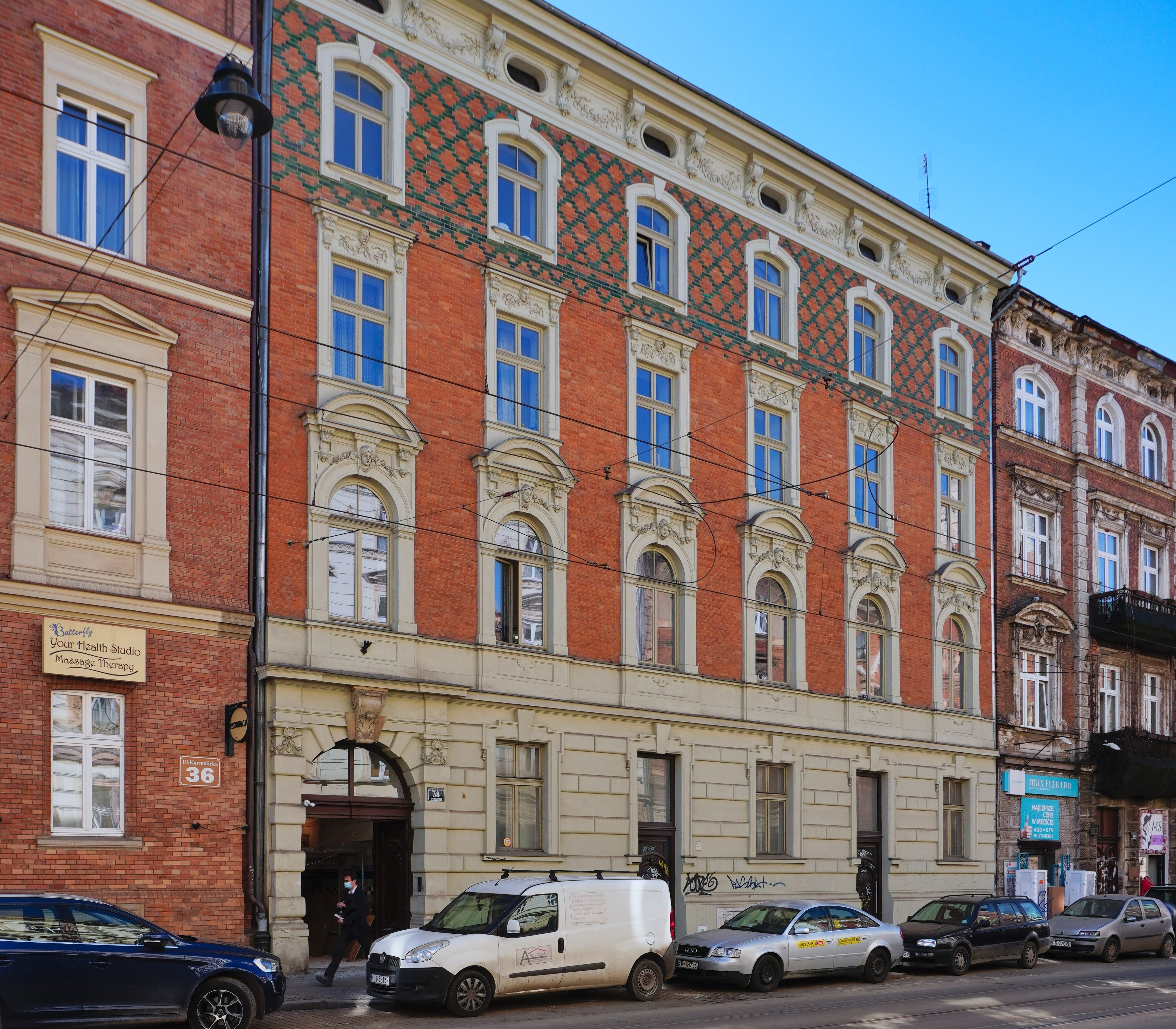
вул. Кармелітська 38 Кам'яниця (проєкт Władysław Ekielski, ok. 1892)
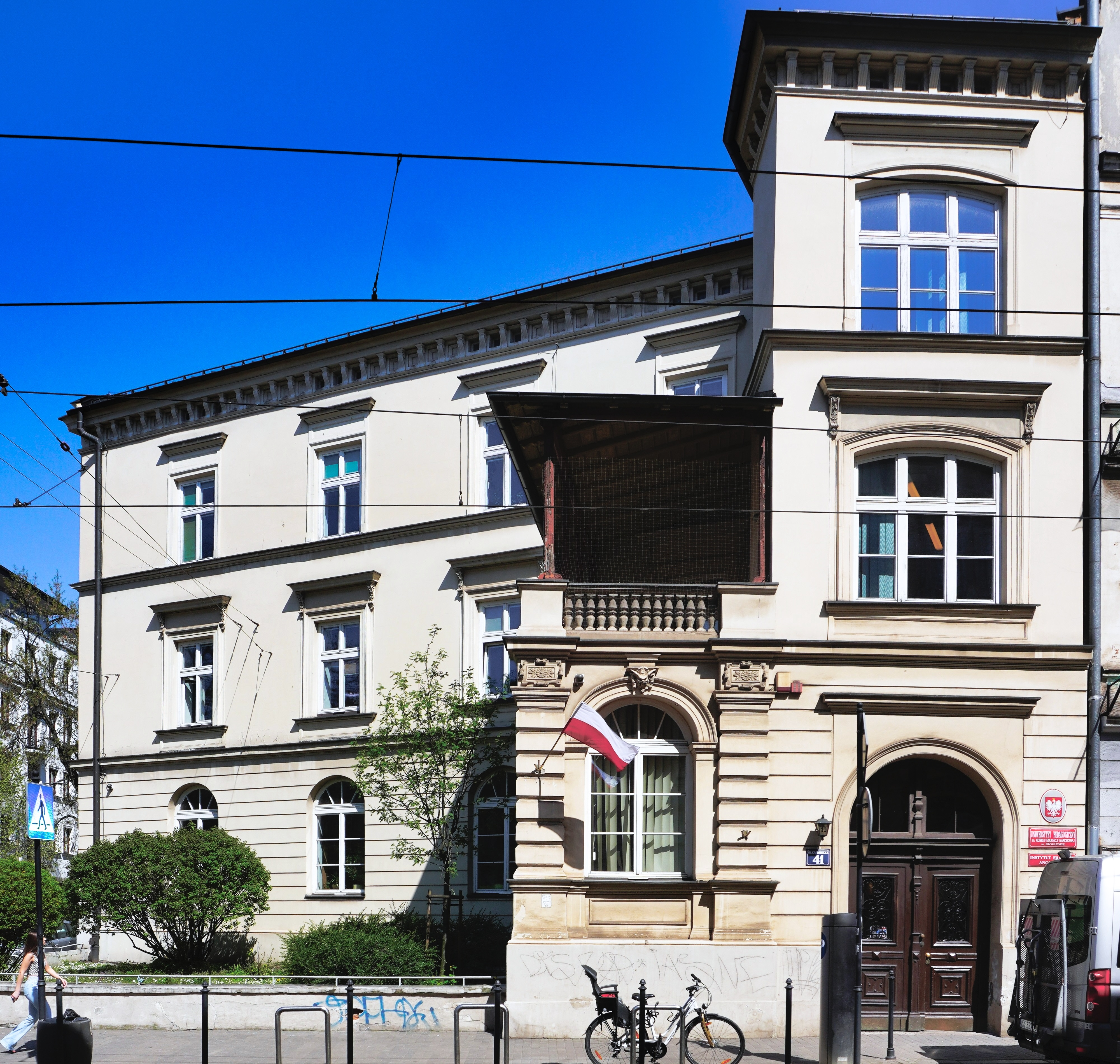
вул. Кармелітська 41 Кам'яниця (проєкт Stefan Ertel, Maksymilian Nitsch, 1871)
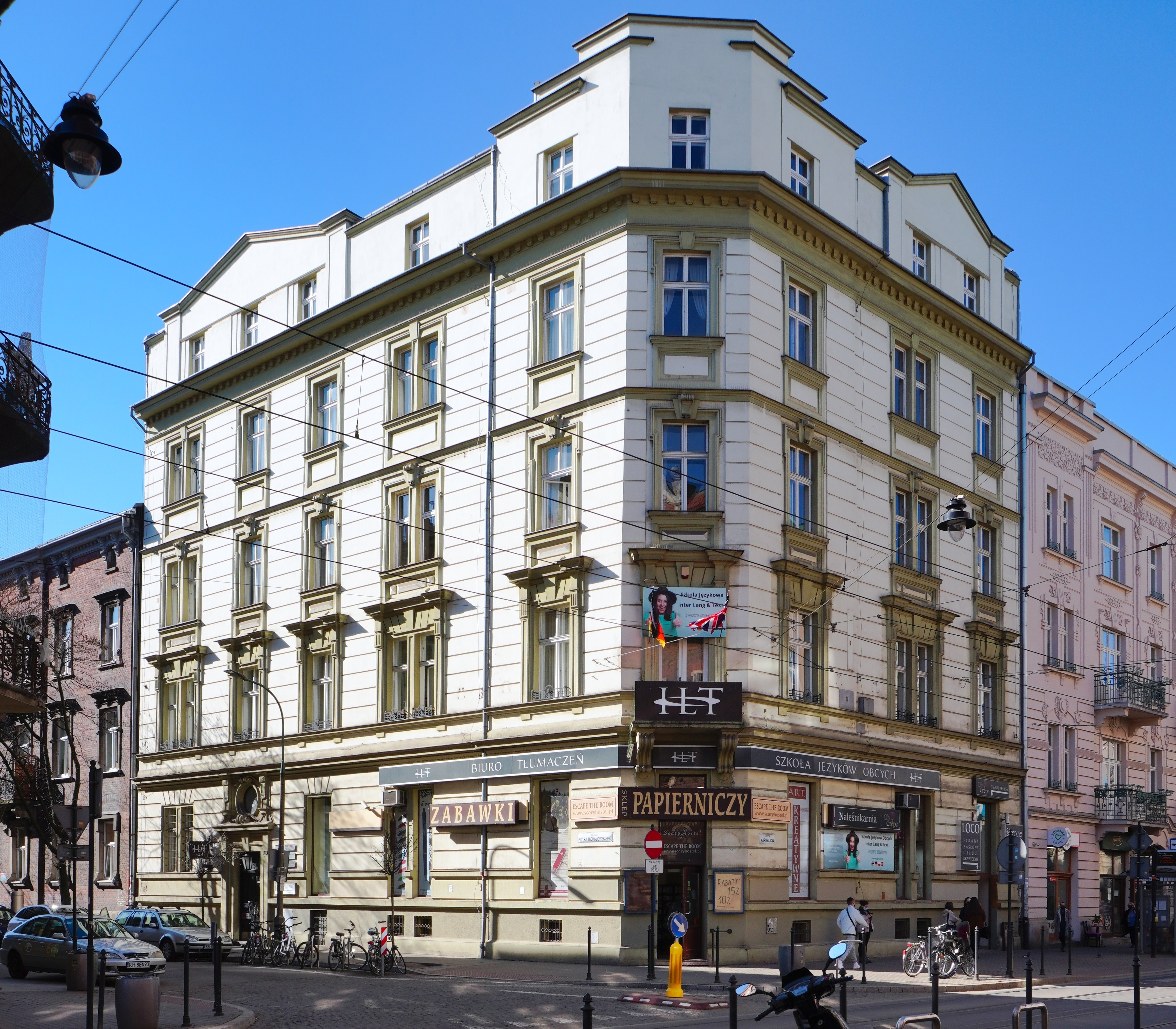
вул. Кармелітська 44 Кам'яниця (проєкт Tadeusz Stryjeński, Józef Pokutyński, 1895)
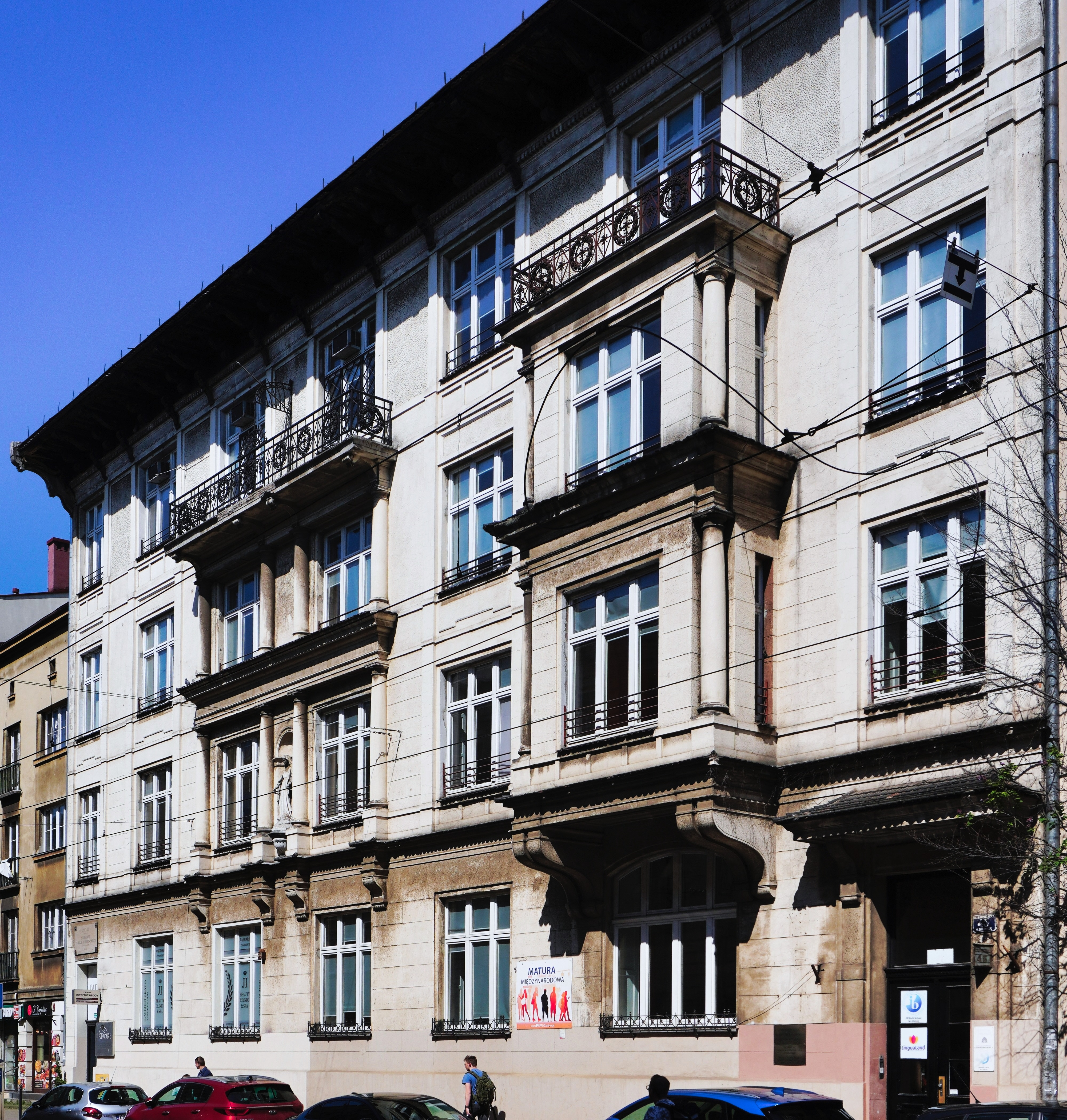
вул. Кармелітська 45 Кам'яниця (проєкт Jan Zawiejski, 1912)
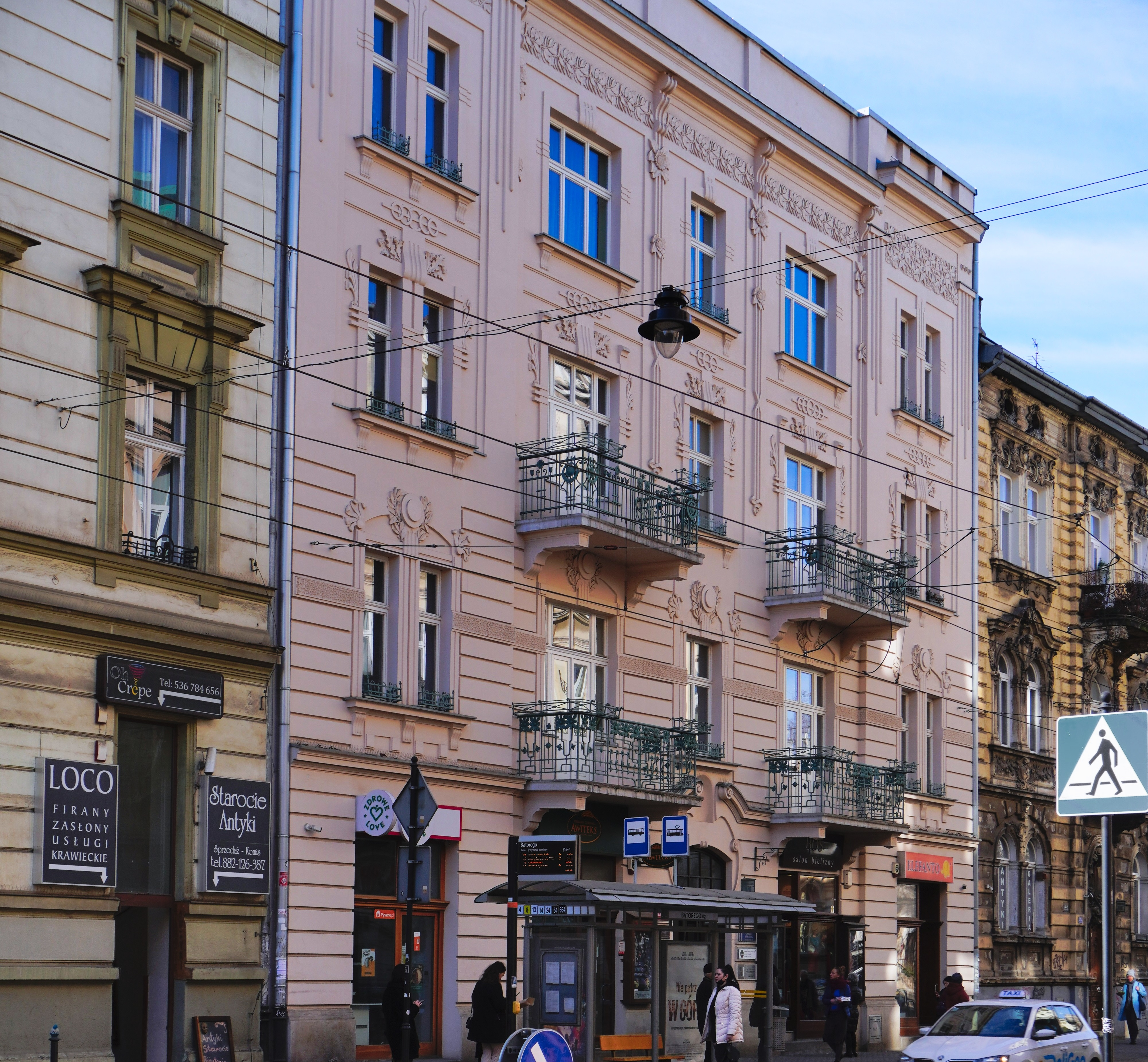
вул. Кармелітська 46 Кам'яниця (проєкт Aleksander Biborski, 1910–1911)
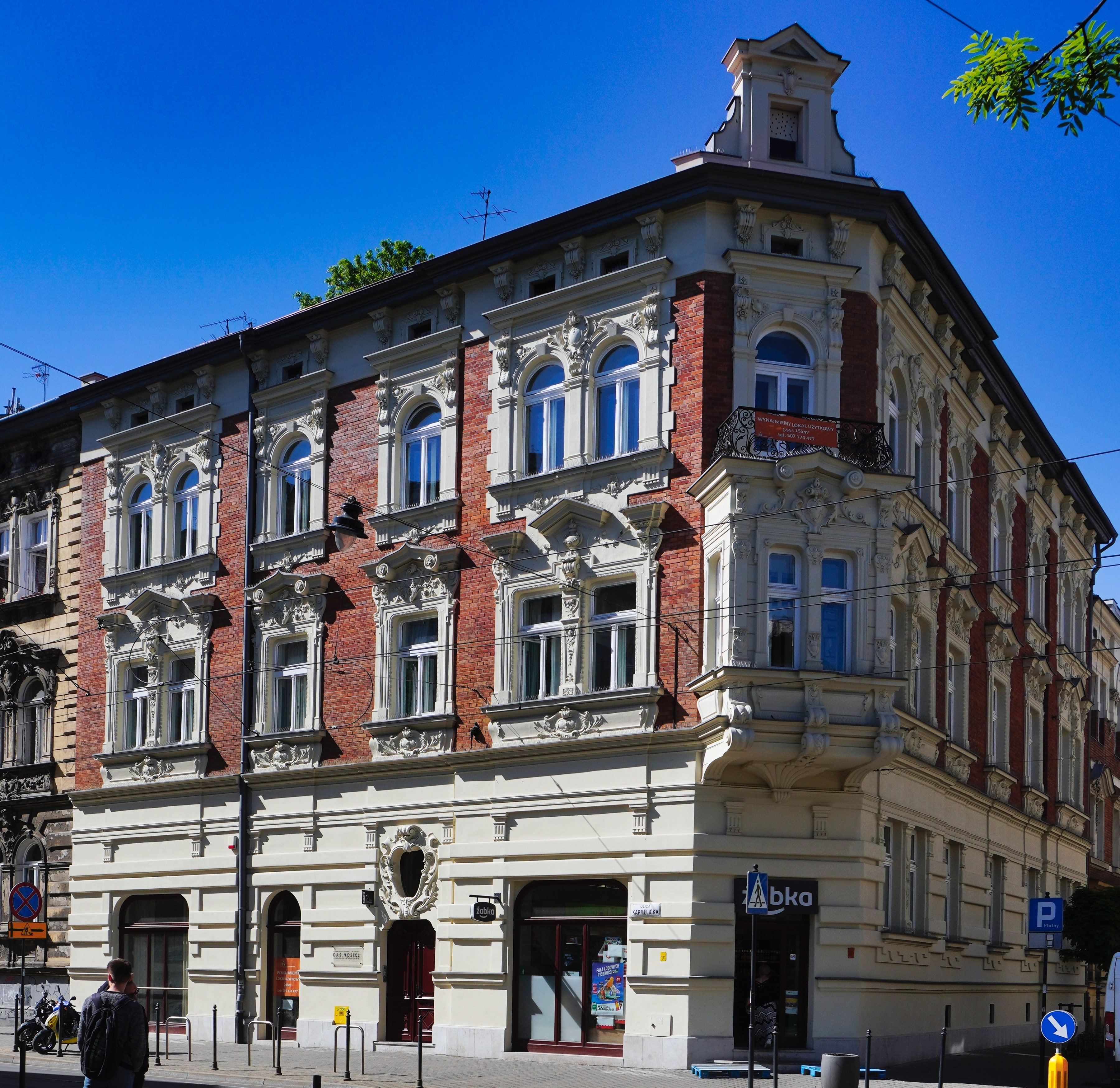
вул. Кармелітська 50 Кам'яниця (проєкт Aleksander Biborski (?), 1905)
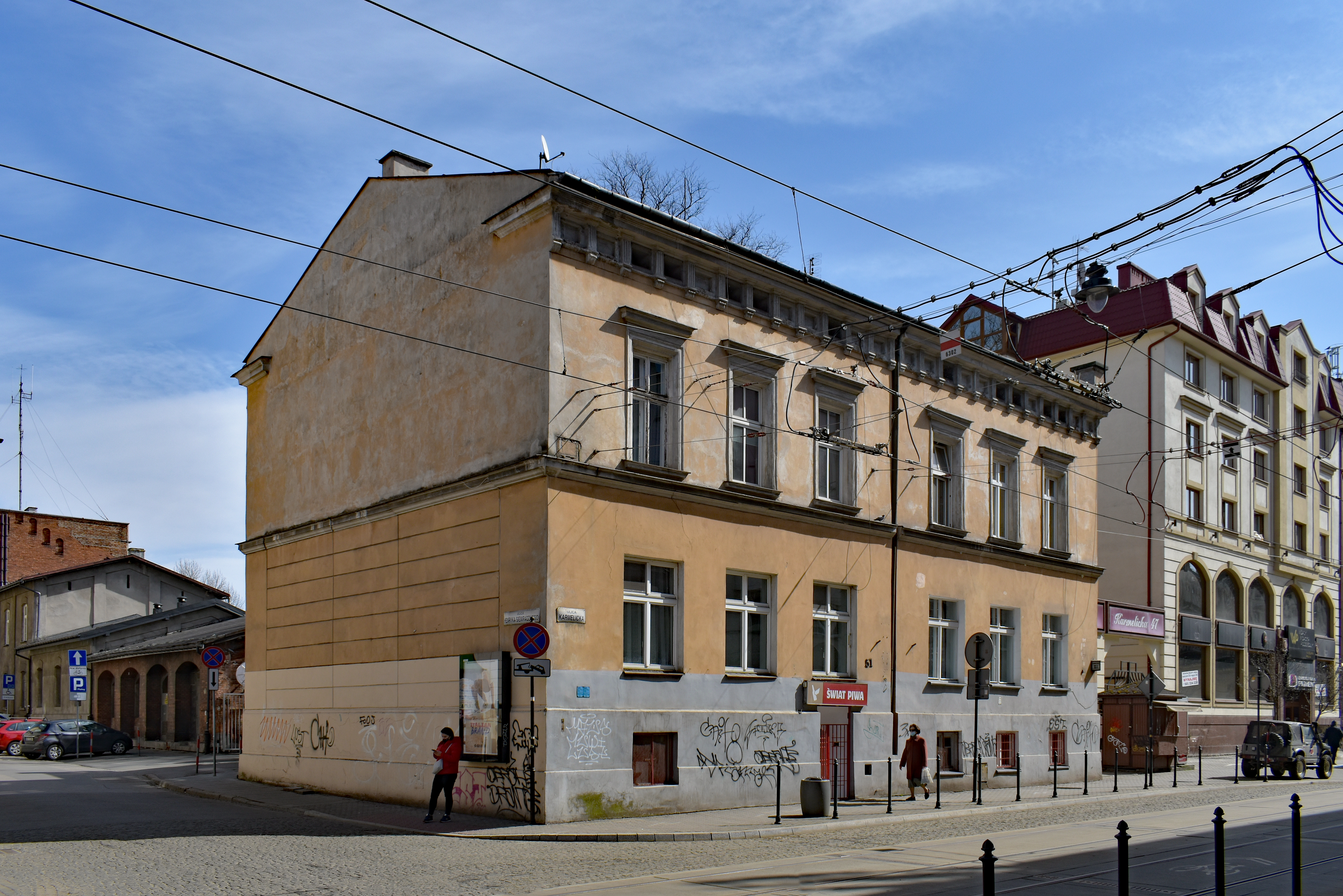
вул. Кармелітська 51 Dom Erazma Barącza
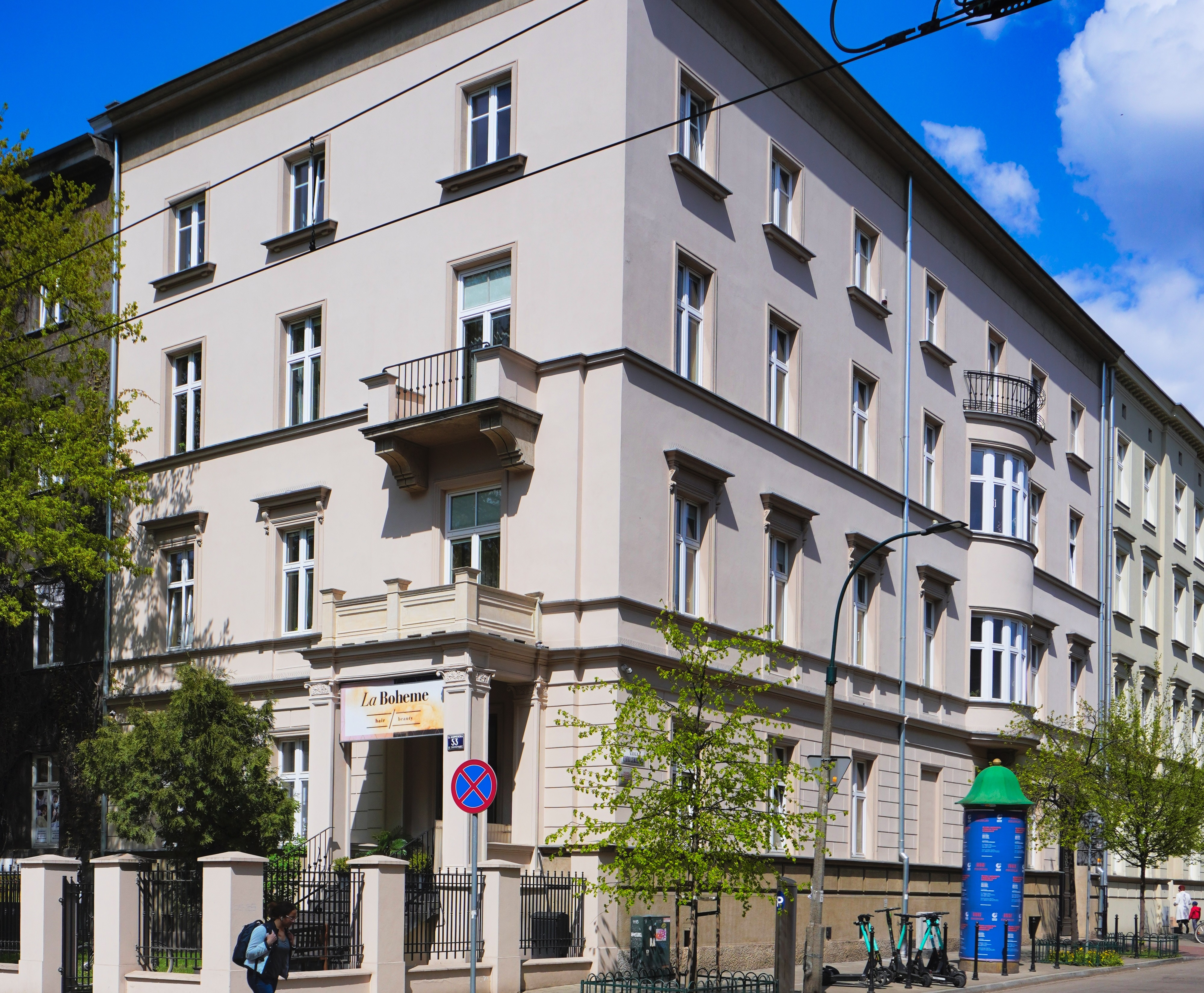
вул. Кармелітська 53 Кам'яниця (проєкт Bronisław Müller, 1881)
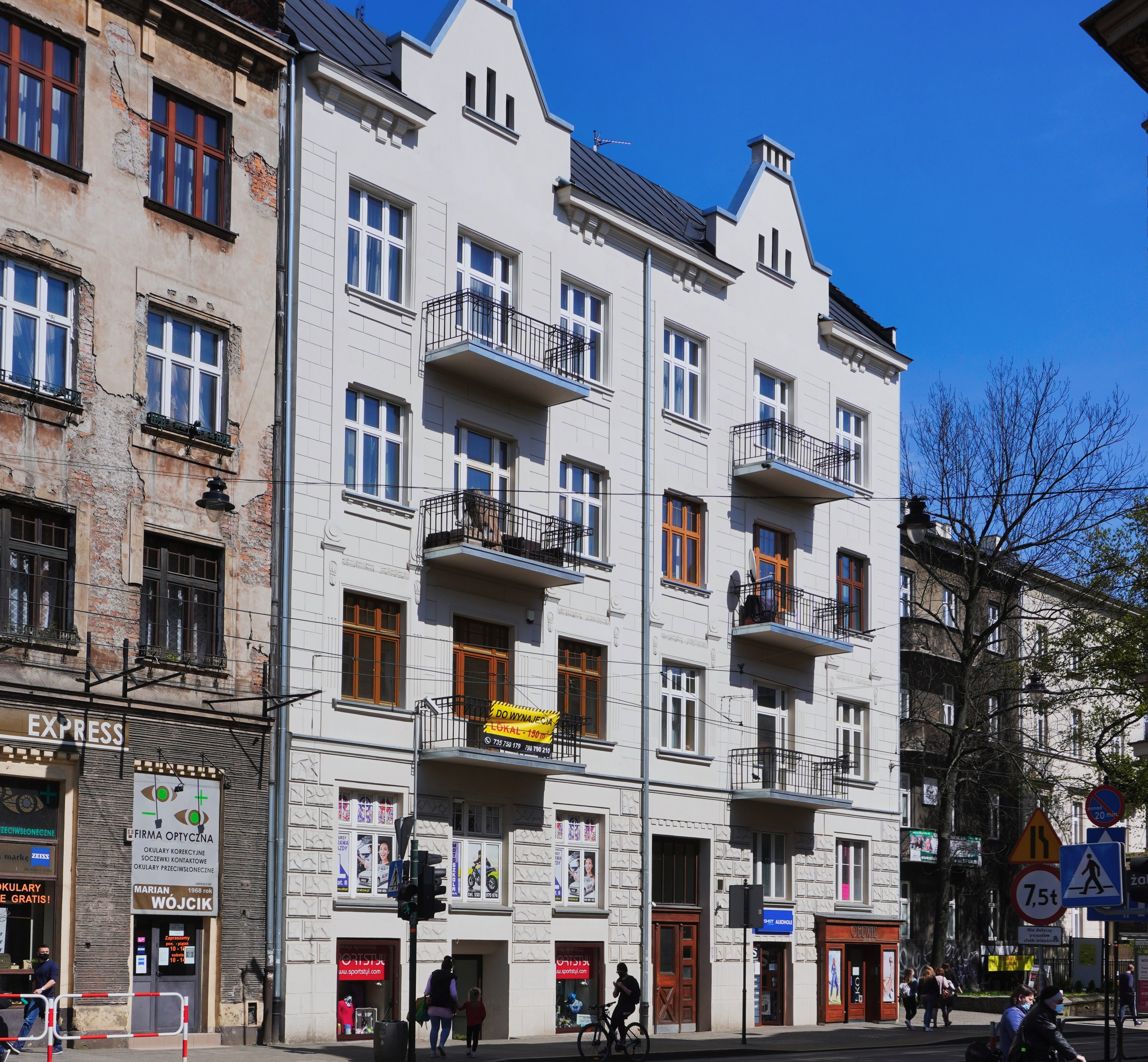
вул. Кармелітська 57 Кам'яниця (1910)